# Elvis Presley
Elvis Aaron Presley (Tupelo, 8 gennaio 1935 – Memphis, 16 agosto 1977) è stato un cantante e attore statunitense.
Considerato uno dei più celebri artisti della storia della musica popolare, Elvis è ritenuto dai critici come una delle più grandi voci del XX secolo. Egli fu fonte di ispirazione per molti musicisti e interpreti di rock and roll e rockabilly, tanto da ottenere l'appellativo di re del rock and roll.
La sua figura ha avuto un enorme impatto a livello globale tanto da modificare radicalmente la cultura di massa e da esercitare una notevole influenza su numerosi musicisti a lui successivi.
Nel corso della sua carriera ha spaziato dal rock and roll (di cui, complice il periodo storico nel quale intraprese la carriera, è solitamente considerato tra i principali artefici) ai generi rhythm and blues, country and western, gospel, spiritual, traditional, melodico e alla musica leggera.
In ventiquattro anni di carriera ha pubblicato 61 album e si stima che abbia venduto oltre 1 miliardo di dischi in tutto il mondo. Nel corso della sua carriera ha visto le sue canzoni approdare più volte nella Top Chart della rivista Billboard. Sul mercato britannico, Presley piazzò ventuno singoli in vetta alle classifiche di vendita, a volte con permanenze di 80 settimane al primo posto. I suoi 45 giri rimasero in classifica per 1277 settimane, mentre i long playing contenenti i brani da lui incisi stazionarono ininterrottamente nella Top 10 dal novembre 1958 al luglio 1964. Eccetto sei concerti tenuti in Canada verso la fine degli anni cinquanta, non si esibì mai fuori dagli Stati Uniti.
È stato soprannominato anche Elvis the Pelvis per un particolare movimento del bacino, appellativo che non apprezzava e che ha definito un'espressione infantile.

## Biografia
(Elvis Presley)

### La nascita e i primi anni di vita

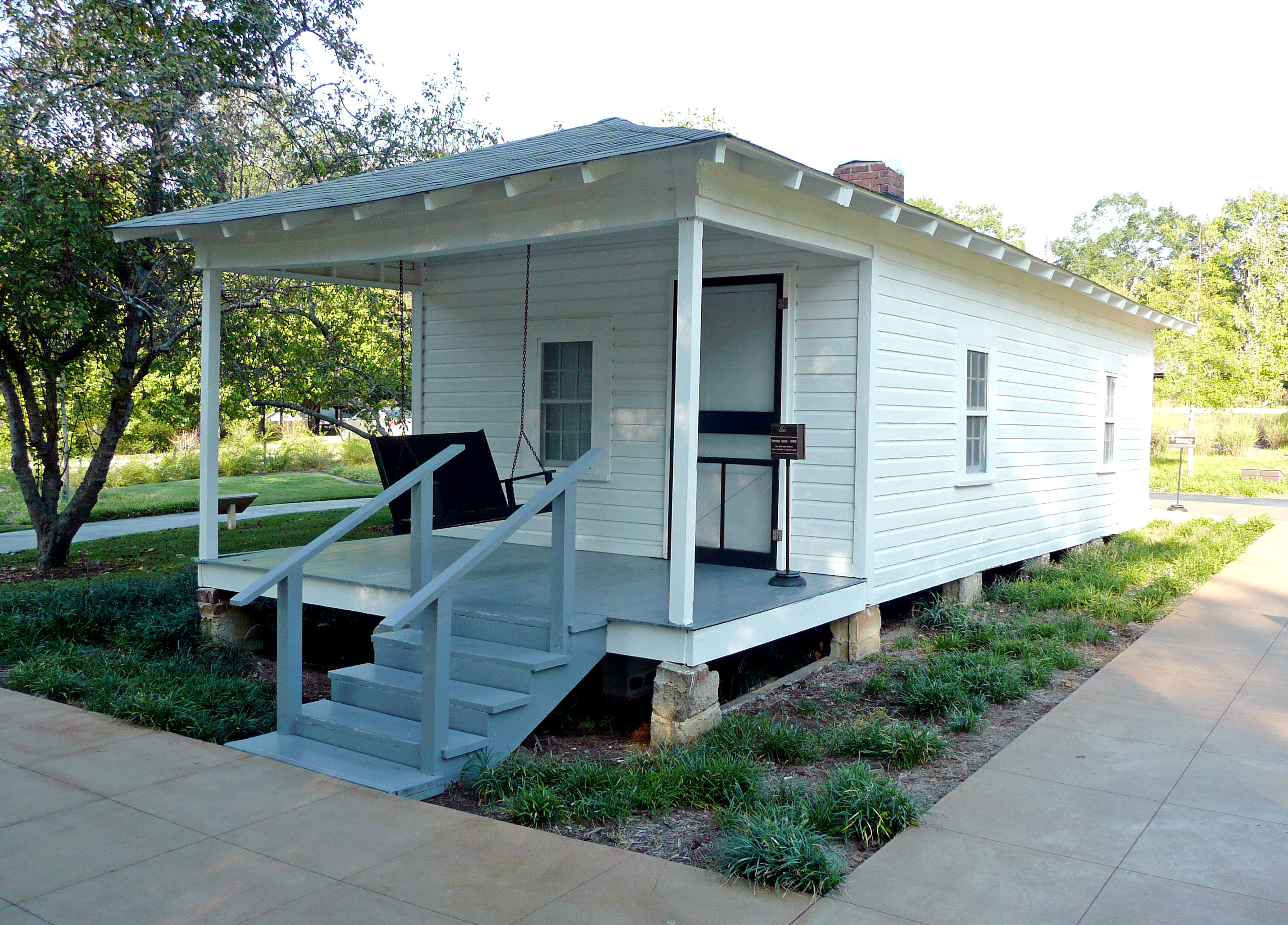
La casa natale di Elvis Presley all'indirizzo 306 Elvis Presley Drive, Tupelo, Mississippi

Elvis Aaron Presley nacque alle ore 4:35 del mattino di martedì 8 gennaio 1935 a Tupelo, nel Mississippi. da Gladys Love (nata Smith) e Vernon Presley. Il gemello di Elvis, Jesse Garon, era nato morto 35 minuti prima. Di origini scozzesi, ebbe un'infanzia segnata dalla povertà della sua famiglia. I suoi genitori erano soliti frequentare la Chiesa evangelica delle Assemblee di Dio americane e fu proprio durante lo svolgimento di tali riunioni che Elvis, quando aveva pochi anni di età, cominciò ad entrare in contatto con il mondo della musica.
Nell'autunno del 1941 iniziò a frequentare la scuola elementare di Lawhon; Oleta Grimes, una delle sue insegnanti, lo spinse a partecipare ad un concorso musicale radiofonico a Tupelo, nel quale egli si piazzò secondo. Successivamente, nel 1946, ricevette in regalo una chitarra, con la quale imparò da solo i primi rudimenti musicali, cercando di riprodurre ciò che ascoltava dalla radio.
Tre anni dopo partecipò ad un concorso per dilettanti durante una manifestazione fieristica, sponsorizzato dalla WECO, stazione radiofonica locale, il primo di fronte ad un pubblico di una certa consistenza, nel corso del quale interpretò, accompagnandosi con la chitarra, Old Shep di Red Foley e riuscì a classificarsi al secondo posto. Circa una decina di anni dopo, lo stesso brano fu inciso in studio dal cantante e incluso in uno dei suoi primi album di successo, pubblicato dopo la firma con la RCA Records.
Dal momento che il padre Vernon Presley non riusciva a trovare un'occupazione stabile a Tupelo, nel settembre 1948 la famiglia Presley decise di trasferirsi a Memphis, nello Stato del Tennessee, con la speranza di migliorare le proprie condizioni di vita. Nel maggio 1949 la famiglia trovò sistemazione in un piccolo nucleo residenziale nelle vicinanze del complesso delle "Launderdale Courts", il locale quartiere delle case popolari. In quel periodo, Elvis frequentava con mediocre profitto la scuola locale, chiamata "Humes High School".

### Gli anni cinquanta

#### Gli esordi discografici

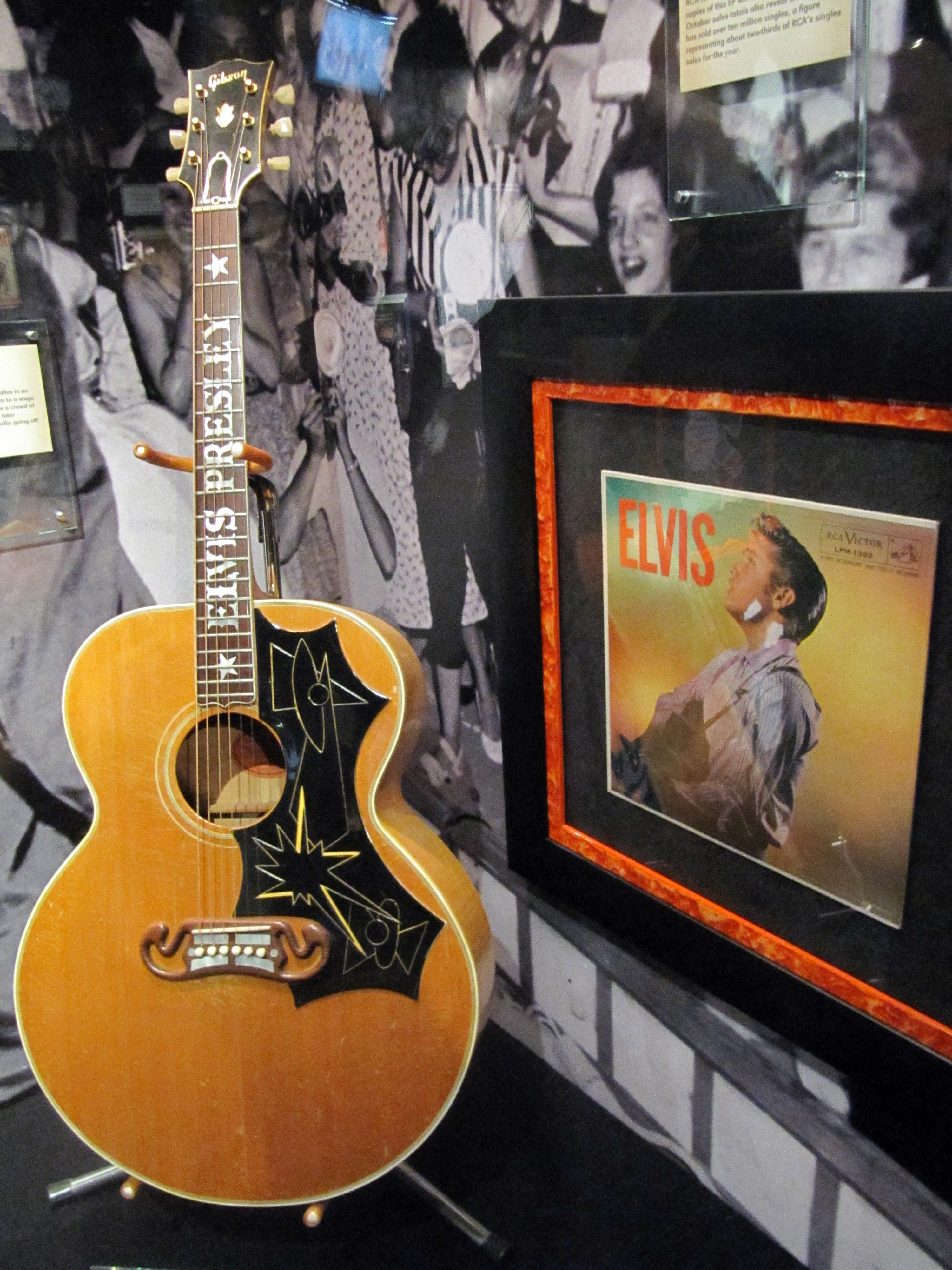
La chitarra Gibson J200, posseduta da Elvis, esposta a Graceland

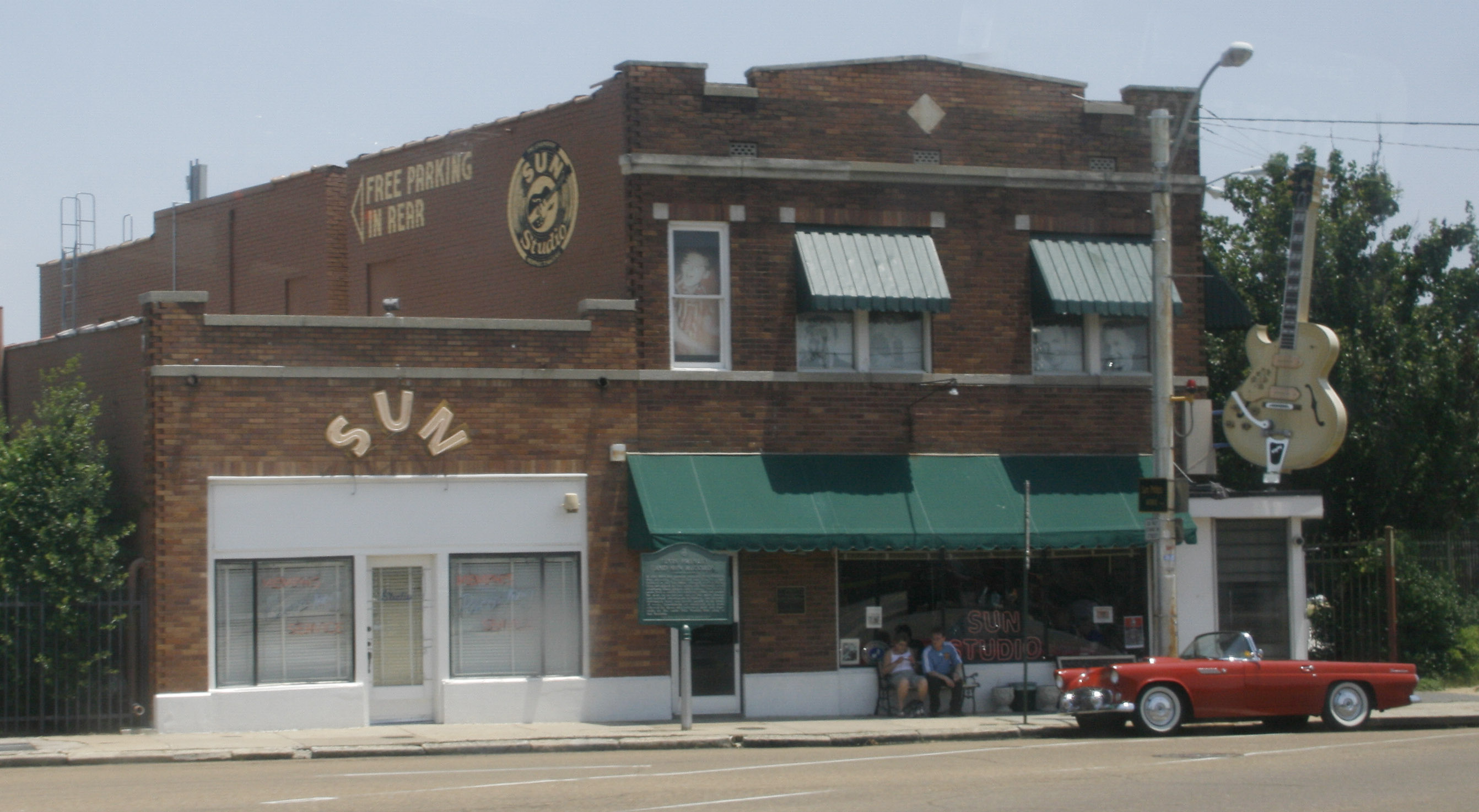
Gli studi della Sun Records, a Memphis

Terminata la scuola nel 1953, con lo scopo di migliorare le condizioni economiche sue e della famiglia, Elvis cominciò a cercare un'occupazione stabile, trovandola, dopo qualche tempo, presso la Crown Electric, una ditta che si occupava di impianti elettrici. Un giorno, transitando casualmente per Union Street (allora lavorava come camionista e aveva il compito di portare i pezzi di ricambio agli operai delle linee elettriche), la via dove si affacciava la sede dello studio della Sun Records di Sam Phillips, scoprì che chiunque, recandosi presso la stessa e sborsando quattro dollari (che erano tre secondo Phillips), poteva registrare un disco dimostrativo, che successivamente poteva portarsi a casa.
Cogliendo tale opportunità, il 19 luglio 1954 decise di registrare un disco. La biografia ufficiale riporta che egli avesse intenzione di regalarlo alla madre per il suo compleanno. Nonostante ciò, qualcuno smentisce tale affermazione ritenendo che, cadendo esso il 25 di aprile, ciò sia molto improbabile, considerando anche che i Presley non avevano un giradischi che permettesse loro di ascoltare dei vinili. Coloro che supportano tale teoria suppongono che l'artista volesse in realtà cercare di fare carriera nella musica attraverso la Sun. Il titolo del brano scelto per l'occasione fu quello di una vecchia ballata, il cui titolo era My Happiness. Si presentò dunque a Marion Keisker, la segretaria che lavorava presso lo studio della piccola etichetta discografica, che acconsentì alle sue richieste, e l'incisione venne così effettuata.
Durante la seconda metà del 1953 frequentava Beale Street, dove ebbe l'occasione di assistere a svariate esibizioni di bluesmen come B.B. King e Furry Lewis, appassionandosi contemporaneamente al genere di musica da loro proposto. Sempre all'epoca, si recava ad ascoltare le esibizioni dei Blackwood Brothers e degli Stamps, gruppi che lo porteranno ad appassionarsi al genere gospel.
Phillips ascoltò casualmente il materiale che era stato tratto da quella prima esibizione e convocò due turnisti che già avevano lavorato nel suo studio in passato, il contrabbassista Bill Black e il chitarrista Scotty Moore, con l'intenzione di creare un team musicale, il cui compito sarebbe stato quello di collaborare con Elvis. Dalle testimonianze fornite da coloro che si rapportarono con il giovane cantante in quegli anni, si desume che egli, pur non essendo in grado di leggere gli spartiti, possedesse un notevole orecchio musicale, con il quale sopperiva alla sua mancanza di preparazione e alle sue carenze di natura teorica.
Seguendo il consiglio ricevuto da Phillips, il cantante incominciò allora a collaborare con i due session man, continuando a provare con loro per molte ore nuovi brani, o ri-arrangiando e vivacizzando pezzi già noti con l'apporto inconsueto della sua voce, del suo particolare stile e degli arrangiamenti e affinando in tal modo la sua tecnica di esecuzione. Scotty Moore, che qualche tempo dopo sarebbe diventato anche il suo primo manager ufficiale, sfruttando le sue conoscenze si adoperò allora allo scopo di promuovere la figura dell'emergente cantante presso i locali circuiti musicali, e successivamente incominciò a collaborare con i primi due anche D. J. Fontana, un batterista.
Il gruppo che si era formato venne battezzato con il nome di Blue Moon Boys e i suoi membri parteciparono alla lavorazione delle pellicole interpretate dal cantante, rivestendo il ruolo di sé stessi. Inoltre essi lo accompagnarono anche nel corso delle sue esibizioni negli show prodotti dalla televisione nazionale che ebbero luogo a partire dalla seconda metà degli anni cinquanta. Due dei tre membri ufficiali del gruppo ricomparvero anche durante il corso della lavorazione dello show televisivo definito il 68 Elvis Comeback Special, trasmesso dalla televisione nell'anno 1968. Dall'organico del complesso mancava però Bill Black, poiché era deceduto prematuramente circa due anni prima, a causa di un tumore maligno al cervello.

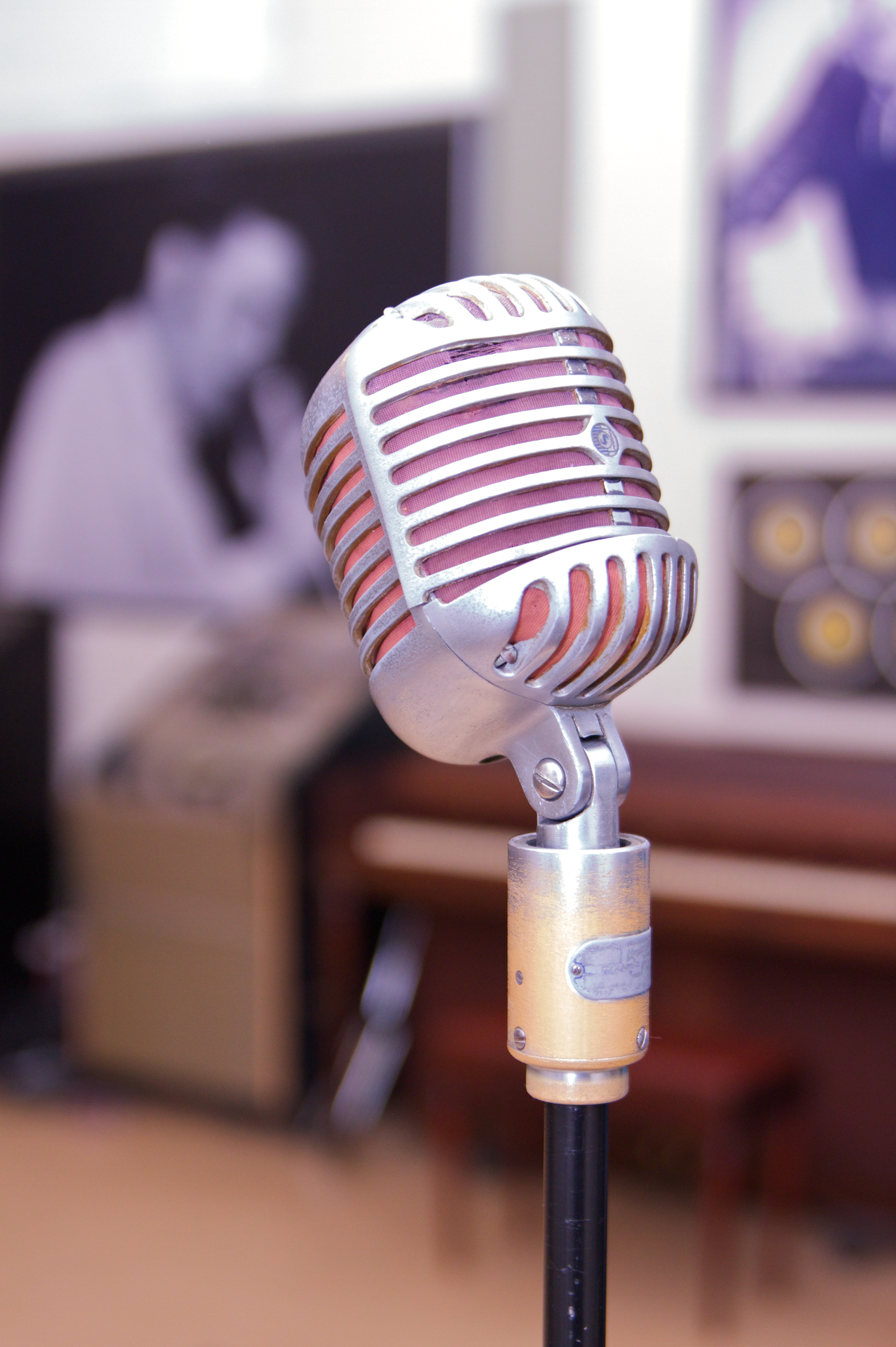
Un microfono usato da Elvis nei primi anni cinquanta

Durante una notte di luglio del 1954, dopo avere provato con loro per molte ore senza essere riuscito a prodursi in qualcosa che reputasse accettabile o soddisfacente, Elvis, disse, rivolgendosi agli altri astanti: «La conoscete questa?», cominciando contemporaneamente a suonare un vecchio pezzo appartenente al genere country, scritto tempo addietro da Arthur Crudup, che qualche anno prima era già stato portato al successo da altri artisti, intitolato That's All Right, Mama. Phillips, dopo aver apprezzato l'atipicità di quell'estemporanea esecuzione, uscì dalla sala di regia e li fermò dicendo: «No, non la conosco, ma io di questo ne faccio un disco!!!».
Il cantante fu scritturato ufficialmente da Phillips e da quel momento in poi cominciò a collaborare e a incidere altri brani per la Sun come That's All Right (Mama), Blue Moon of Kentucky, Good Rockin' Tonight, Baby Let's Play House, che all'epoca contribuirono a lanciare il giovane cantante tra quelli che già da tempo apparivano nelle zone alte delle classifiche inerenti alle celebrità della musica del Sud degli Stati Uniti. Lo stile della musica proposta dall'emergente artista era considerato dagli ascoltatori originalissimo e talvolta rivoluzionario, tanto che essi spesso telefonavano ai DJ che lo proponevano presso le radio locali per cercare di scoprire chi fosse quello che loro definivano un "nero che cantava canzoni country" e un "bianco che cantava pezzi blues".
Il cantante conquistò poi un primato, poiché era l'unico artista che appariva, raggiungendo in entrambi i casi buoni piazzamenti, sia nelle classifiche attinenti alla musica rhythm and blues, sia nelle classifiche attinenti alla musica country. Il verificarsi di quella situazione gli consentì di raggiungere una certa notorietà, benché essa fosse comunque ancora ristretta in un ambito di carattere prettamente locale. Successivamente egli cominciò a esibirsi, accompagnato dal suo gruppo, generalmente durante lo svolgimento di qualche manifestazione fieristica di carattere locale, raccogliendo solitamente riscontri positivi.
Con l'evolversi della situazione si accorse che la sua nuova occupazione era totalmente inconciliabile con il lavoro che svolgeva presso la Crown Elettric, e decise quindi di licenziarsi dalla ditta presso la quale sino ad allora aveva svolto la sua attività lavorativa. Questo suo gesto sancì anche ufficialmente la data di inizio della sua nuova carriera artistica, in quanto, da quel momento in poi, sarebbe anche stata la sua unica fonte di reddito. In quel periodo i mezzi d'informazione locali iniziarono a definirlo con soprannomi come "The Hillbilly Cat" o "The King of Western Bop".

#### Il consolidamento della carriera in ambito locale

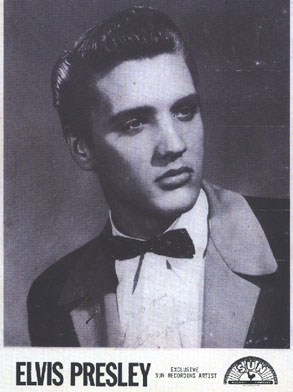
Elvis in una foto promozionale della Sun Records scattata nel 1954

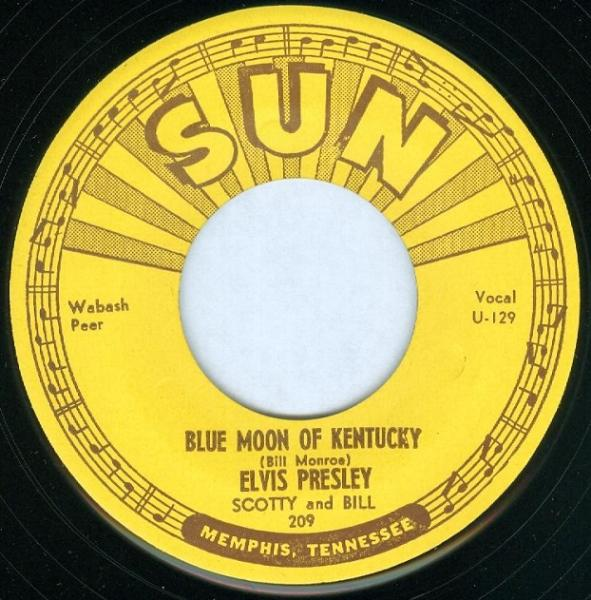
Un singolo inciso da Elvis per la Sun Records, Blue Moon of Kentucky

Il 25 settembre 1954, grazie a questi positivi riscontri, il giovane cantante si esibì in quello che da sempre era considerato il luogo di riferimento di quel genere musicale, il Grand Ole Opry di Nashville. Albert Goldman, in alcuni paragrafi della sua biografia, ha posto l'accento sull'imparzialità di quell'apparato propagandistico che aveva sempre gravitato attorno al personaggio. Secondo i suoi fan, ciò che faceva il cantante era sempre capace di ottenere consensi totali e incontestabili di fronte a qualsiasi tipo di pubblico. In realtà ciò non risponde al vero, poiché, principalmente agli albori della sua carriera, venne anche accolto freddamente e non mancarono le contestazioni. La settimana seguente il cantante si esibì durante lo svolgimento della manifestazione che da sempre era considerata agli antipodi della precedente, ossia al Louisiana Hayride, di Shreveport, ove invece gli venne tributata un'accoglienza entusiastica, e dove ottenne una scrittura, tanto che per tutto il corso dell'anno 1955, continuò a esibirsi presso la stessa, ottenendo sempre riscontri ampiamente positivi.
Scotty Moore frattanto prese le distanze da Elvis, e il nuovo manager dell'emergente cantante diventò Bob Neal, che riuscì a procurargli una serie di ingaggi presso alcune località. Assieme a quelli che nel frattempo erano stati battezzati i "Blue Moon Boys", egli si produsse nel suo primo tour ufficiale, e in circa tre settimane attraversò il Sud degli Stati Uniti, dopo essere partito dalla città di New Orleans, nella Louisiana, essersi esibito in città dell'Alabama, della Florida, della Georgia, della Virginia, e avere concluso il ciclo di spettacoli nella città di Chattanooga, nello Stato del Tennessee.
Durante lo svolgimento di quel tour, il cantante si accorse che il suo stile frenetico e la sua mimica provocatoria, mutuati entrambi a suo tempo dalle esibizioni degli artisti neri alle quali aveva assistito durante la sua adolescenza, e che avevano caratterizzato in modo particolare il suo stile sin dalle sue prime esibizioni, sortiva un effetto nullo, se non controproducente, quando si trovava di fronte a un pubblico composto da soggetti adulti.

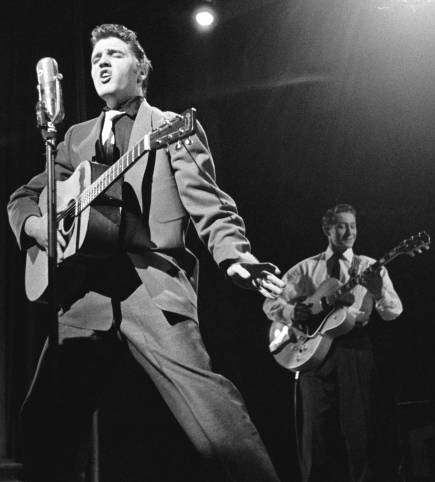
Elvis e Scotty Moore nel 1956

Ben diversi però erano gli esiti delle sue esibizioni allorquando esse avvenivano in presenza di un pubblico composto da giovani. Decise pertanto di indirizzare tutti i suoi sforzi verso quella direzione. Durante lo svolgimento dei suoi spettacoli, in presenza di quel tipo di pubblico la situazione si evolveva rapidamente in modo a lui favorevole, e gli astanti solitamente manifestavano la loro approvazione per le esibizioni di Elvis. Proprio a partire da quel periodo cominciarono a verificarsi, in concomitanza con lo svolgersi delle esibizioni del cantante, notevoli e ripetute manifestazioni di isteria collettiva. Questa fenomenologia si verificava maggiormente se gli spettatori che componevano il pubblico che assisteva alle sue esibizioni era formato da quelli che venivano definiti i "teenager" (giovani, adolescenti) e in misura maggiore se essi appartenevano al sesso femminile. In svariate occasioni egli dovette faticare allo scopo di preservare la sua incolumità personale, poiché non riusciva a portare a termine le sue esibizioni in modo regolare, dal momento che in molte occasioni ben prima che il suo spettacolo giungesse al termine, veniva assalito dai fan. Quando si verificavano tali episodi era costretto a interrompere la sua esibizione e allontanarsi dal palco scortato dalle autorità locali. Un giornalista in quel periodo chiese al cantante delle delucidazioni inerenti al suo dinamismo durante lo svolgimento dei suoi spettacoli, e a tal proposito egli così si espresse: «Si deve dare spettacolo per attirare la gente, altrimenti ognuno se ne starebbe a casa sua, senza uscire per venirmi a vedere...». Interpellato in seguito sullo stesso argomento, in un'altra occasione, il cantante così si espresse: «C'è chi muove le gambe, chi schiocca le dita e chi si muove da una parte all'altra. Io faccio un po' tutto assieme, direi.» Sempre interrogato sulla medesima questione, in un'altra occasione ancora, Elvis disse: «Il ritmo è un qualcosa che o si ha o non si ha, ma quando ce l'hai [...] hai tutto!». Sam Phillips invece, pronunciò queste parole: «Alle radici di questo mito c'è ancora oggi tanto mistero. Nessuno può dire di conoscere veramente bene l'uomo Presley [...] Era complicato, pieno di contraddizioni e anche insicuro in privato, ma sul lavoro era sempre profondamente convinto di ciò che faceva, e non si sbagliava mai».

#### Il consolidamento della carriera in ambito internazionale
Il 22 novembre del 1955 il contratto che legava il cantante a Sam Phillips, che a causa delle modeste dimensioni e dei conseguenti limiti logistici e organizzativi della sua piccola etichetta manifestava sempre maggiori difficoltà a gestire l'ascesa dell'artista, venne ceduto da quest'ultimo al colosso RCA, per l'allora cifra record di circa 35.000 dollari. Paradossalmente Sam Phillips in precedenza, qualche mese prima di scritturare il cantante aveva affermato: «Se trovassi un bianco che canta con l'anima di un nero diventerei miliardario»
Coloro i quali all'epoca collaborarono con lui durante le sedute di registrazione ricordano ancora il peculiare comportamento posto in atto dal cantante in sala di incisione, poiché egli tendeva a eseguire i brani che stava incidendo in studio con lo stesso dinamismo che lo contraddistingueva durante le sue esibizioni dal vivo. Questo suo modo di operare causava l'insorgere di non pochi problemi di natura organizzativa poiché i suoi collaboratori, allo scopo di cercare di raggiungere un risultato finale tecnicamente accettabile, erano costretti a inseguirlo fisicamente in giro per lo studio, mentre egli incideva i nastri che erano l'oggetto di quella seduta. Nessuno di loro però mise mai in discussione la professionalità del cantante, tanto che in seguito intervistato sull'argomento così si espresse al riguardo Steve Sholes, che all'epoca dello stesso diventò il nuovo produttore: «Elvis era capace di incidere un'ottantina di tracce della stessa canzone, e senza neanche riascoltarle, decidere con sicurezza qual era la migliore, quella da utilizzare per incidere il disco da commercializzare...».
Il primo singolo che il cantante incise per l'RCA è una canzone di netta ispirazione blues dal titolo Heartbreak Hotel (L'Hotel dei cuori spezzati), che ottenne un ottimo riscontro di carattere commerciale a livello internazionale e che contribuì al consolidamento della notorietà del cantante in un ambito geograficamente molto più esteso rispetto a quello precedente.
Sempre in quell'epoca, cominciò a collaborare stabilmente con il cantante e il suo complesso un gruppo vocale composto da quattro coristi, denominato The Jordanaires. Tale quartetto già godeva all'epoca di una buona reputazione in qualità di esecutore di brani spiritual, gospel, e folk. Furono proprio i suoi membri a divenire successivamente anche il gruppo autore, oltre che esecutore di quegli accompagnamenti corali che costituirono una delle parti fondamentali della struttura musicale dei brani dai quali vennero tratti i singoli incisi dal cantante durante il corso del successivo decennio. Tali accompagnamenti corali, amalgamandosi perfettamente con la voce del cantante, contribuirono a contraddistinguere vocalmente in un modo particolare tali singoli, tanto che gli operatori del settore discografico definivano la loro impronta musicale con l'appellativo di "Presley Sound".
I Jordanaires parteciparono sia agli show televisivi ai quali il cantante presenziò, sia alla lavorazione di alcune pellicole cinematografiche di cui egli era protagonista, interpretando il ruolo che rivestivano nella realtà, e dopo il decesso dello stesso incisero vari album contenenti cover di brani che ai tempi avevano rappresentato i suoi più grandi successi discografici. Sempre nella loro veste di coristi hanno inoltre partecipato spesso alle manifestazioni commemorative che lo riguardano organizzate in ogni parte del mondo, e collaborato anche con vari impersonatori di Elvis.

#### Il sodalizio artistico con Tom Parker

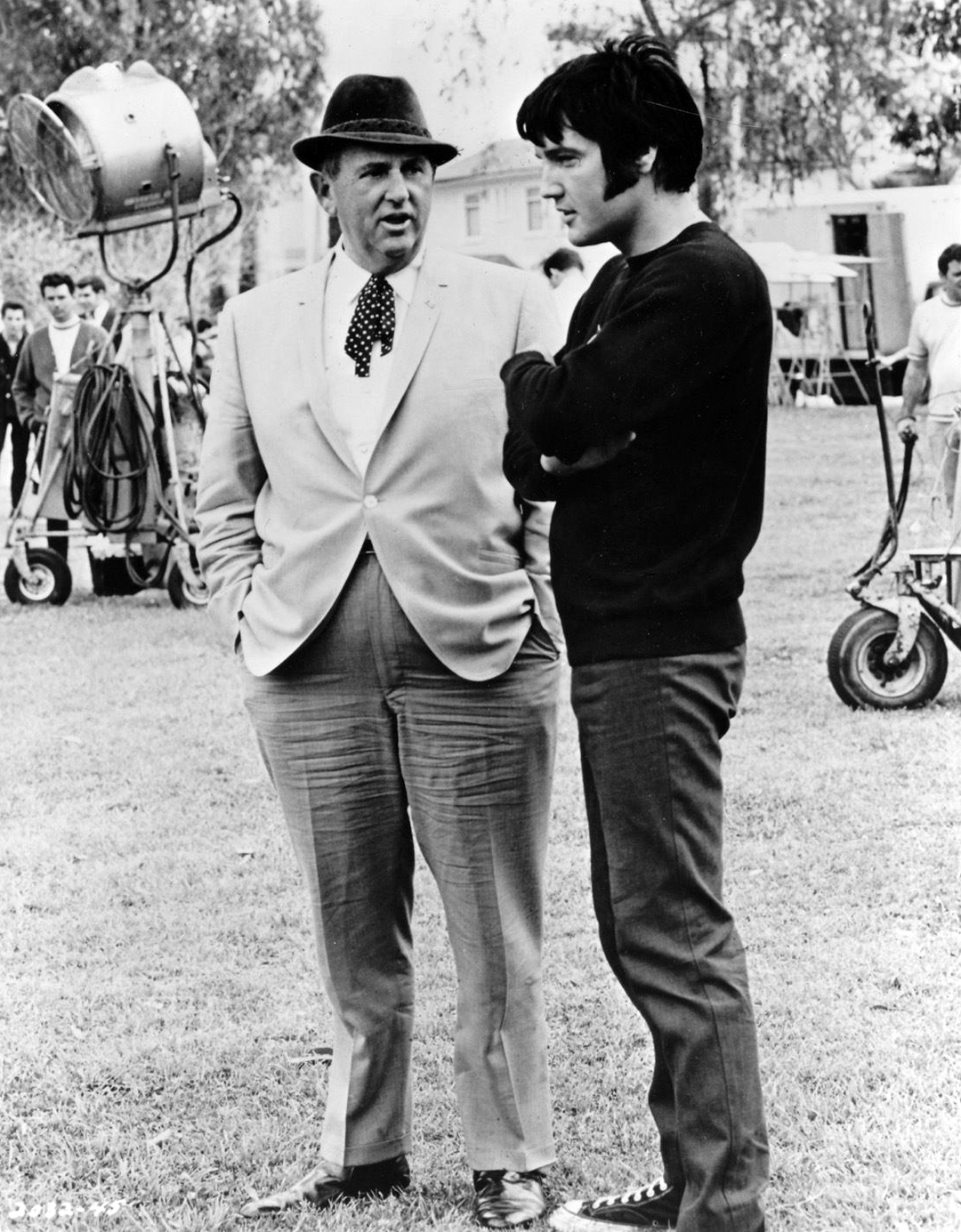
Elvis Presley con il "colonnello" Tom Parker nel 1969

Sempre in quel periodo il cantante fece anche la conoscenza del colonnello Tom Parker, che dopo qualche tempo diventò il suo nuovo manager ufficiale, sostituendo Bob Neal. Quando ciò accadde nacque anche un sodalizio artistico, che per circa vent'anni legò indissolubilmente il manager con il suo assistito, e il cui termine fu sancito giocoforza soltanto dal decesso di quest'ultimo. Il colonnello Tom Parker si attivò allo scopo di farlo esibire negli show organizzati dalla televisione nazionale, rendendo così possibile il suo ingresso simultaneo in tutte le case statunitensi. Parker godeva di una reputazione controversa: benché ritenuto responsabile della fortuna commerciale di Elvis, veniva anche descritto come un individuo dal passato equivoco, venale, astuto, cinico, insensibile e avido, nonché gran giocatore d'azzardo, talvolta capace di approfittare della presunta remissività dell'artista di Tupelo.

#### Le esibizioni negli show televisivi
Il 10 aprile del 1955 il cantante raggiunse New York allo scopo di effettuare un provino per potere partecipare al programma Talent Scouts, condotto dal critico Arthur Godfrey, ma ricevette da quest'ultimo una decisa risposta negativa. Il 28 gennaio dell'anno seguente apparve per la prima volta in uno show trasmesso dalla televisione nazionale, lo Stage Show dei fratelli Dorsey, riscuotendo un buon successo. Il 3 aprile del 1956 prese parte a uno degli spettacoli più seguiti all'epoca dal pubblico televisivo, il "Milton Berle Show", e in quell'occasione più di quaranta milioni di spettatori assistettero quindi contemporaneamente alle sue esibizioni. Il 12 gennaio del 1957 partecipò all'Ed Sullivan show, ma la sua esibizione venne parzialmente censurata poiché egli venne ripreso dalla cintola in su, onde evitare di inquadrare i suoi famosi e sconvenienti "movimenti pelvici".

#### I successi discografici del periodo
Durante lo svolgimento del periodo, dal punto di vista dei successi discografici, i risultati furono sempre molto positivi, e i singoli che all'epoca vennero tratti riversando su vinile brani come Heartbreak Hotel (5 milioni di copie), (Let Me Be Your) Teddy Bear (4 milioni di copie), Don't Be Cruel (6 milioni di copie), Jailhouse Rock (il quale ha venduto più di 9 milioni di copie come singolo), Hound Dog (13 milioni di copie), Love Me Tender (5 milioni di copie), All Shook Up (7 milioni di copie) sono tra i suoi massimi successi. Meritano menzione poi i parolieri e compositori Leiber e Stoller, che in quel periodo furono gli autori di molte tracce dell'artista.

#### Il Million Dollar Quartet
Durante tutto il corso della sua carriera il cantante non collaborò mai collegialmente con altri artisti, salvo in una circostanza, peraltro del tutto accidentale e fortuita, allorquando il 4 dicembre del 1957, durante lo svolgimento di una seduta di registrazione presso gli studi della Sun Records, alla quale partecipavano Carl Perkins come cantante e Jerry Lee Lewis come suo pianista, egli si trovò a passare casualmente da quelle parti, in compagnia di Johnny Cash. Durante una pausa della seduta che si stava effettuando il cantante si sedette al piano, cominciando a suonarlo, e interpretando scherzosamente nel contempo alcuni brani di tipologia gospel.
In seguito egli cominciò a intrattenere gli altri astanti, ed essi, di lì a poco, si unirono a lui, producendosi nella successiva interpretazione di una serie di brani, appartenenti a generi musicali diversi, rivisitandoli e interpretandoli con un piglio molto informale. Il tutto accadde alla presenza di Sam Phillips che, intuendo la particolarità dell'evento, decise di registrare quell'atipica esibizione del quartetto che si era formato casualmente qualche istante prima, e dalla registrazione della stessa furono ricavati circa settanta minuti di materiale, che venne utilizzato in seguito per incidere un album, pubblicato successivamente al decesso del cantante. Phillips all'epoca definì i quattro, tutti artisti che già da tempo si erano ricavati un notevole spazio nell'ambito musicale del periodo, The Million Dollar Quartet (quartetto da un milione di dollari). Le incisioni che vennero ricavate all'epoca di quella involontaria esibizione rappresentano l'unica testimonianza tangibile di una qualche forma di collaborazione attuata dal cantante con altri artisti del suo tempo.

#### La produzione discografica degli anni cinquanta

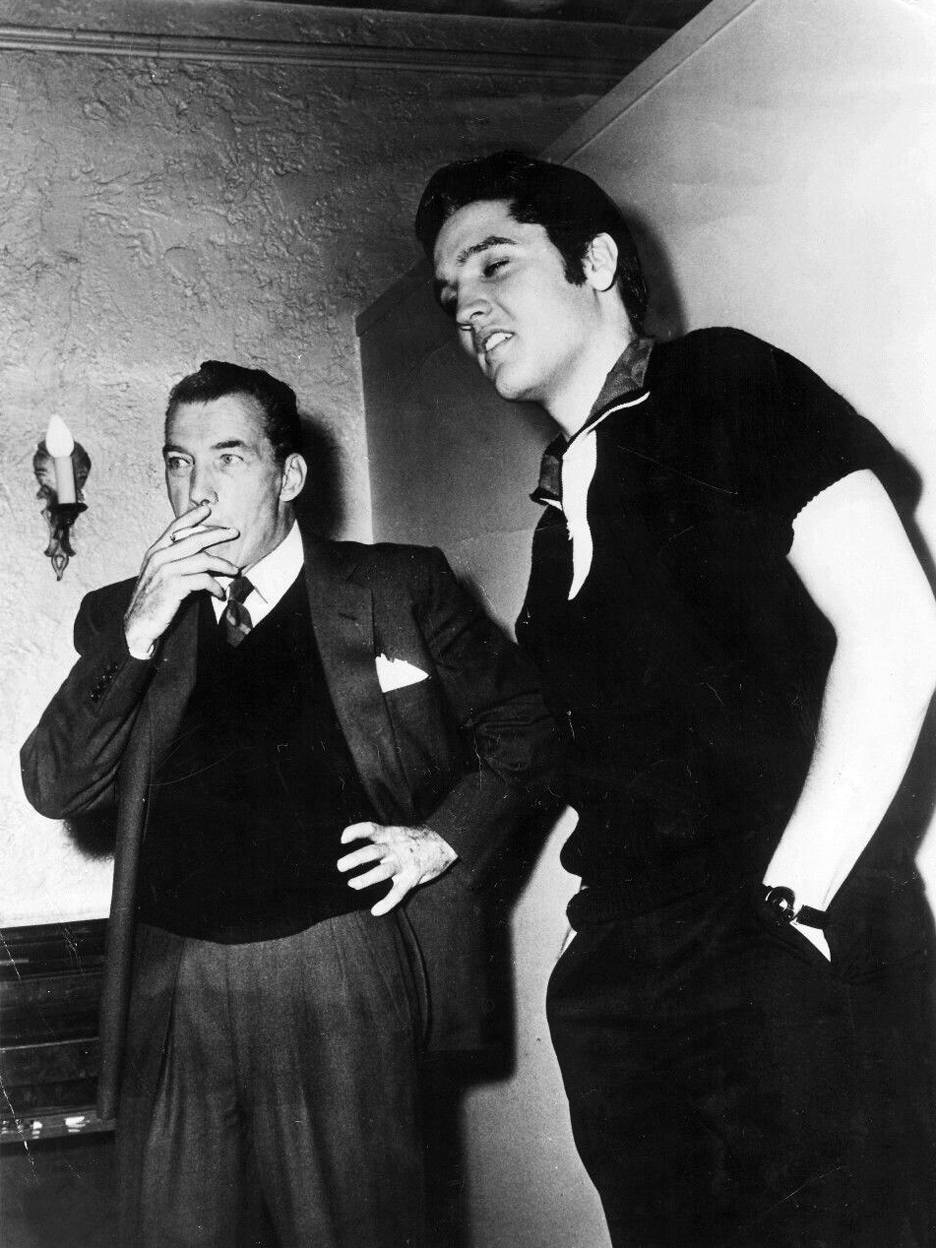
Ed Sullivan con Elvis, ottobre 1956

Il cantante intraprese ufficialmente la sua carriera discografica incidendo, nel 1954, il primo singolo per la Sun Records That's All Right, Mama/Blue Moon of Kentucky. Sempre nel corso del 1954, pubblicò il secondo singolo Good Rockin' Tonight/I Don't Care If the Sun Don't Shine.
Successivamente, nel corso del 1955, il cantante licenziò Milkcow Blues Boogie/You're a Heartbreaker, seguito nello stesso anno da Baby Let's Play House/I'm Left, You're Right, She's Gone. Il terzo singolo inciso dal cantante nel corso di quell'anno, che fu anche l'ultimo disco caratterizzato dall'essere inciso sotto l'egida della Sun Records, fu quello contenente nel lato A il brano Mystery Train, e nel lato B il brano I Forgot to Remember to Forget. I singoli in questione furono commercializzati sia nella versione edita nel formato a "78 giri", sia in quella edita nel formato a "45 giri".
Allorquando il cantante venne messo sotto contratto dalla RCA, cominciò a incidere album editi nel formato a "33 giri", il primo dei quali, Elvis Presley, conteneva sia brani interpretati quando era ancora scritturato dalla Sun, sia brani cantati dopo la sua successiva scrittura da parte della RCA. La copertina ispirerà molti anni dopo quella dell'album London Calling (1977) dei britannici Clash. Successivamente il cantante incise un secondo album, Elvis, contenente solamente brani incisi dopo l'avvenuto cambio di casa discografica. Entrambi gli album vennero pubblicati nel corso dell'anno 1956, e ottennero un ottimo riscontro di natura commerciale, contribuendo in tal modo a consolidare la fama e la notorietà del loro interprete a livello internazionale, e sono solitamente considerati dai critici e i fan due dei suoi album migliori.
Come la maggior parte degli artisti americani che avevano in precedenza raggiunto il successo, nel corso del 1957, il cantante incise poi un album contenente una raccolta di canzoni tradizionali di carattere natalizio, intitolato Elvis' Christmas Album, che riscosse anch'essa un ottimo risultato a livello di vendite.
Anche allo scopo di mantenere vivo l'interesse e l'attenzione del pubblico verso il suo assistito, il suo manager, di comune accordo con la casa discografica, si attivò allo scopo di pubblicare una serie di album di carattere antologico, contenenti in massima parte raccolte di brani incisi in precedenza dal cantante, che vennero immessi sul mercato discografico nel biennio compreso tra l'anno 1958 e l'anno 1959. Tali album, che raggiunsero come la maggior parte della produzione discografica del cantante nel corso di quel periodo ottimi risultati a livello commerciale furono nell'ordine gli album dal titolo Elvis' Golden Records, pubblicato nel corso dell'anno 1958, e i tre album successivi, pubblicati nel corso dell'anno 1959, dai rispettivi titoli For LP Fans Only, A Date with Elvis, e 50,000,000 Elvis Fans Can't Be Wrong - Elvis Gold records vol. 2.
Concomitante con l'avvio della carriera cinematografica del cantante, avviata durante la seconda metà degli anni cinquanta, cominciò la pubblicazione delle colonne sonore tratte da alcuni dei film che egli interpretò in quel periodo, che concretizzarono piazzamenti e permanenze nelle varie classifiche anche superiori di quelli raggiunti dagli album incisi in studio. I brani costituenti la colonna sonora del primo e del terzo film girati dal cantante, rispettivamente Fratelli rivali (Love me tender) e Il delinquente del rock and roll (Jailhouse Rock), vennero commercializzati inizialmente solo sotto forma di singoli, e solo successivamente le colonne sonore di tali pellicole vennero incluse integralmente nei numerosi album di carattere antologico pubblicati in seguito. La sua carriera cinematografica verrà ripresa, con maggiore convinzione, nel corso del decennio seguente.
I singoli pubblicati nel corso dello stesso periodo che ottennero maggior successo di vendite furono quelli contenenti brani come Heartbreak Hotel, I Was the One, I Want You, I Need You, I Love You, My Baby Left Me, Don't Be Cruel, Hound Dog, Love Me Tender, Any Way You Want Me, All Shook Up, That's When Your Heartaches Begin, (Let Me Be Your) Teddy Bear, Loving You, Jailhouse Rock e Treat Me Nice. Sempre nel corso dello stesso periodo vennero poi pubblicati, in modo particolare dalla RCA inglese, un considerevole numero di extended play contenenti quattro brani.

#### Priscilla Beaulieu

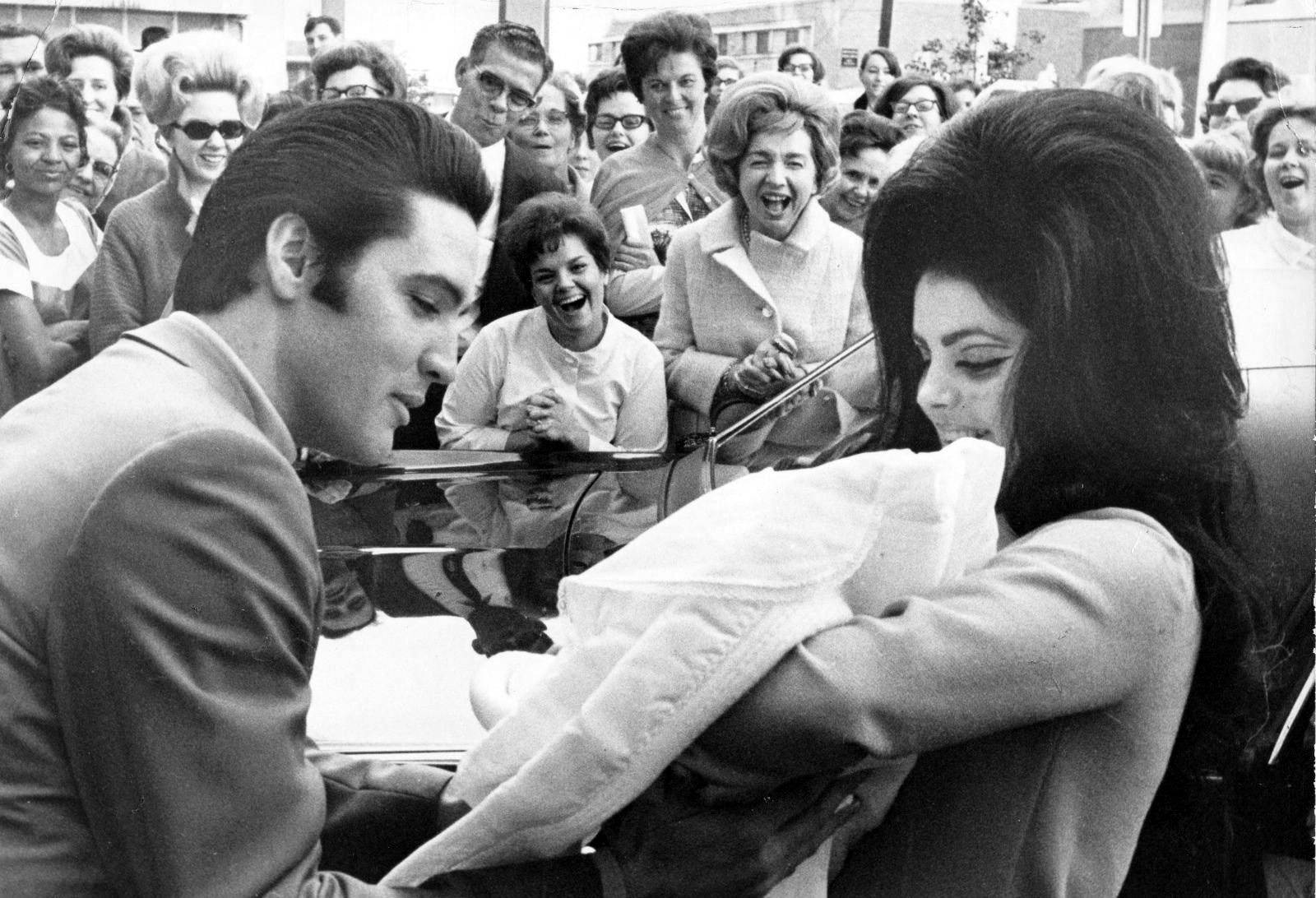
Elvis e Priscilla nel 1968 presentano alla folla la figlia Lisa Marie.

Mentre si trovava a Bad Nauheim, Presley, all'epoca ventiquattrenne, incontra la quattordicenne Priscilla Beaulieu. Priscilla ha raccontato che, a causa della loro differenza di età, lui le disse: "Sei solo una bambina". Si sposeranno il 1 maggio 1967, dopo un fidanzamento durato sette anni e mezzo. Nella sua autobiografia, Priscilla ha raccontato che Presley era preoccupato che il suo periodo di 24 mesi nell'esercito avrebbe rovinato la sua carriera. Nei servizi speciali avrebbe potuto esibirsi e rimanere in contatto con il pubblico, ma Parker lo aveva convinto che, per ottenere il rispetto della gente, avrebbe dovuto servire il suo Paese come soldato regolare.

#### Il servizio militare

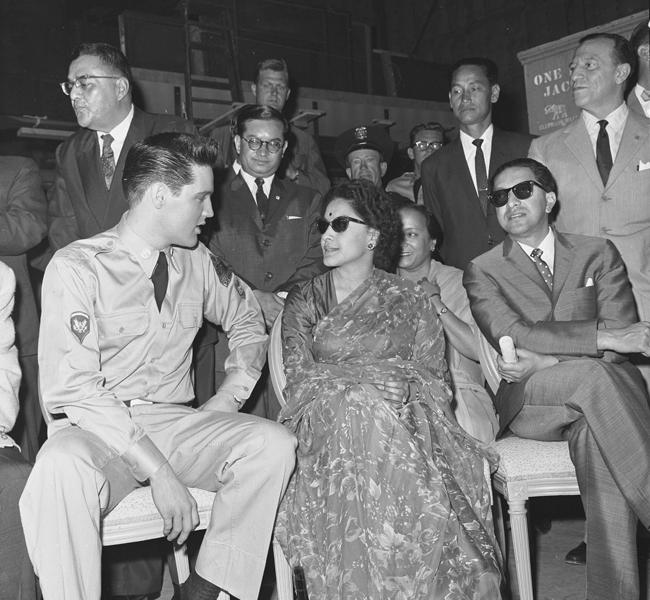
Elvis, durante il suo svolgimento del servizio militare, in compagnia dei sovrani del Nepal, il re Mahendra e la regina Ratna

Il 20 dicembre 1957, mentre stava partecipando alla lavorazione del film La via del male (King Creole), il cantante venne chiamato allo svolgimento del servizio militare. Grazie al suo manager, Elvis ottenne una particolare dispensa dai comandi militari che gli consentì di posticipare la data della chiamata alle armi e terminare la lavorazione della pellicola; il 24 marzo 1958 dovette comunque presentarsi presso il locale distretto militare per la visita di leva. Parker volle trasformare l'avvenimento in un evento mediatico e fece sì che ogni fase della sua carriera militare venisse documentata e concessa ai mezzi d'informazione. Elvis venne arruolato nell'esercito statunitense presso il distaccamento militare di Fort Chaffee, nell'Arkansas, fu assegnato alla "Scuola di addestramento carristi" nel Texas, e trasferito a Brema, in Germania, il 1º ottobre 1958. Il cantante venne arruolato tra le file dei militari statunitensi di stanza a Friedberg, nelle truppe di occupazione che stazionarono nel territorio tedesco per più di un ventennio dopo la fine della seconda guerra mondiale, come carrista; stando alle testimonianze, accettò il cambiamento del suo stile di vita, rifiutando i benefici derivanti dal suo status di celebrità. Sempre a causa del servizio militare il cantante dovette rimanere lontano dalle scene per due anni; durante quel periodo, ponendo in atto una politica commerciale, il colonnello Parker tentò di mantenere vivo l'interesse che il pubblico nutriva per il suo assistito.
Benché costretto giocoforza a interrompere la sua attività canora e disertare le sale di incisione ufficiali, egli si produsse anche in una serie di incisioni amatoriali, riversando su nastro magnetico delle sue personali interpretazioni di brani già portati al successo da altri artisti dell'epoca. Solitamente egli interpretava tali brani accompagnandosi con il pianoforte. Tali interpretazioni, di cui permangono tracce fonografiche di bassa qualità, verranno successivamente incise su vinile, allo scopo di commercializzare dei bootleg. Fra di essi è degno di menzione quello contenente una particolare versione fornita dal cantante di un brano portato qualche anno prima al successo da un celebre gruppo doo-wop americano, The Penguins, dal titolo Heart Angel.

### Gli anni sessanta

#### Il ritorno sulle scene musicali
Elvis tornò sulle scene musicali nel 1960 dopo due anni di servizio militare. Benché la notizia fosse stata accolta positivamente dai suoi fan e non senza clamore dalla stampa, la carriera di Elvis venne in parte segnata dall'emergere di nuove espressioni musicali e band come i Beatles, i Beach Boys e i Rolling Stones. Anche lo stile dell'artista era mutato divenendo decisamente meno aggressivo e più melodico.
Nel corso del 1960, il concretizzarsi di un'operazione di carattere commerciale attuata dal suo manager sortì come effetto la partecipazione del cantante in qualità di ospite allo show televisivo Welcome Home Elvis (Bentornato a casa Elvis) del quale Frank Sinatra era il conduttore. Egli si presentò allo show pochi giorni dopo essere rientrato dal servizio militare e si esibì cantando accompagnato dal quartetto vocale dei Jordanaires Fame and fortune, Stuck On You e un paio di duetti vocali con Sinatra di Love Me Tender e Witchcraft. Benché Sinatra avesse in passato espresso apertamente la sua antipatia per il cantante di Tupelo e, più in generale, per i musicisti rock 'n' roll, lo spettacolo proseguì senza impedimenti.
Vennero commercializzati una serie di album incisi in studio quali Elvis Is Back!, pubblicato nel 1960, His Hand in Mine, pubblicato nel 1960 e primo di una breve serie di tre album contenenti brani di musica "sacra", Pot Luck with Elvis, pubblicato nel 1962, e Something for Everybody, uscito l'anno successivo. Gli album Back In Memphis e From Elvis in Memphis, entrambi del 1969, contenevano canzoni quali In the Ghetto e Suspicious Minds (di quest'ultima i Fine Young Cannibals produrranno una cover dai buoni riscontri commerciali), raggiunsero i primi posti delle classifiche di vendita. Tornato a recitare in film che lo vedevano protagonista, la discografia di Elvis del periodo venne influenzata dalle colonne sonore degli stessi, come confermano ad esempio le musiche di G.I. Blues (Cafè Europa), girata nel 1960, e quelle di Blue Hawaii, pubblicate l'anno seguente. Le colonne sonore di Elvis riuscivano a ottenere piazzamenti di classifica più alti di quelli dei suoi album in studio usciti sempre negli anni sessanta. Sempre nel corso del decennio in questione vennero editi alcuni album di carattere antologico, quali Elvis' Golden Records Volume 3, Elvis for Everyone! e Elvis' Gold Records Volume 4, che contenevano raccolte di brani già pubblicati in precedenza dal cantante e che raggiunsero dei discreti piazzamenti nelle varie classifiche.
I singoli che nel corso del decennio raggiunsero i migliori risultati a livello commerciale furono quelli intitolati Are You Lonesome Tonight?, It's Now or Never, e Surrender, pubblicati nel corso del biennio comprendente gli anni 1960 e 1961, che ebbero tutti grande successo. Nel 1961 il singolo intitolato Wooden Heart raggiunse la prima posizione della Official Singles Chart mantenendola consecutivamente per sei settimane.

#### Il "68 Comeback Special"

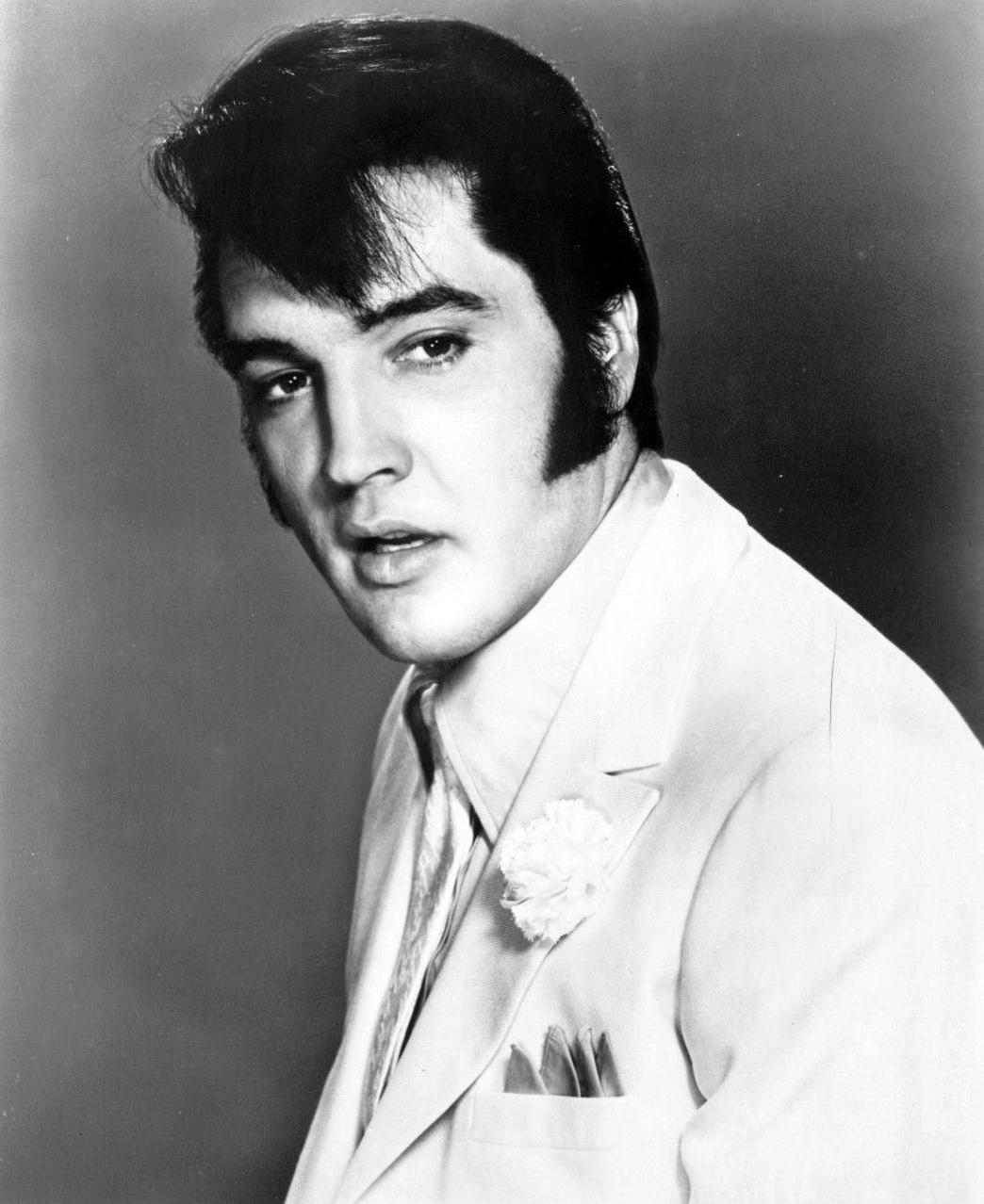
Elvis nel 1968

Complice il crescente disinteresse per i film con Elvis, il colonnello Parker, per rinvigorire l'immagine del suo assistito, organizzò uno show televisivo natalizio nel quale Elvis avrebbe rivestito il ruolo di ospite d'onore, per lasciar intendere che egli non avrebbe più indossato le vesti di attore per focalizzarsi sull'attività musicale. Lo show in questione, 68 Comeback Special venne prodotto dalla rete televisiva NBC e alla sua realizzazione collaborò Steve Binder, giovane regista già noto per essersi occupato di alcuni documentari sul rock 'n' roll.
Egli, durante lo svolgimento dello spettacolo, esordì interpretando un medley di Trouble (un pezzo che era stato a suo tempo incluso nella colonna sonora di uno delle prime pellicole girate dal cantante nell'anno 1957, La via del male), Lawdy Miss Clawdy, Guitar Man e Baby, What You Want Me To Do. Dopo di che si propose quindi nell'esecuzione di Heartbreak Hotel, Hound Dog, All Shook Up, Can't Help Falling in Love, Jailhouse Rock, Don't Be Cruel, Blue Suede Shoes e Love Me Tender. Seguì quindi l'interpretazione di alcuni brani gospel e spiritual, quali Where Could I Go But The Lord, Up Above My Head, e Saved. Successivamente il cantante si produsse nell'interpretazione di Baby, What You Want Me To Do, That's All Right (Mama), Blue Christmas, One Night, Tiger man, Trying To Get To You, Memories e un medley composto da Nothingville, Big Boss Man, Let Yourself Go, It Hurts Me, Guitar Man, Little Egypt e Trouble. Degno di nota anche il brano intitolato If I Can Dream, scritto appositamente per lui, interpretato dal cantante come brano di chiusura dello show, contribuì dopo tempo a fare tornare il cantante nelle zone alte delle classifiche. Spesso egli interruppe l'esecuzione dei brani e assieme a loro rimembrò, commentandole, le circostanze che avevano consentito l'avvio della sua carriera artistica, ironizzando anche l'evolversi della sua carriera attoriale.

#### La ripresa delle esibizioni dal vivo
Durante gli anni sessanta, il colonnello Parker si attivò allo scopo di procurare una serie di ingaggi a Elvis, mentre quest'ultimo si adoperò per creare un'orchestra che lo supportasse nell'esecuzione del suo rientro sulle scene e nel giro di qualche mese ne costituì l'organico, seguendo in modo particolare i consigli e le direttive di James Burton, il suo nuovo chitarrista. I membri di quella che sarebbe stata successivamente denominata la TCB Band, il gruppo che lo avrebbe accompagnato per tutti i futuri tour degli anni settanta, divennero il bassista Jerry Scheff, il batterista Ronnie Tutt, il chitarrista ritmico John Wilkinson e il pianista Glenn D. Hardin, che a partire dal 1976 venne rimpiazzato da Larry Muhoberac. Venne intanto firmato un contratto di esclusiva con l'International Hotel di Las Vegas, il quale sanciva la disponibilità del cantante a effettuare una lunga serie di esibizioni, che si sarebbero successivamente svolte sul palcoscenico allestito presso lo stesso.

### Gli anni settanta

#### La visita alla Casa Bianca

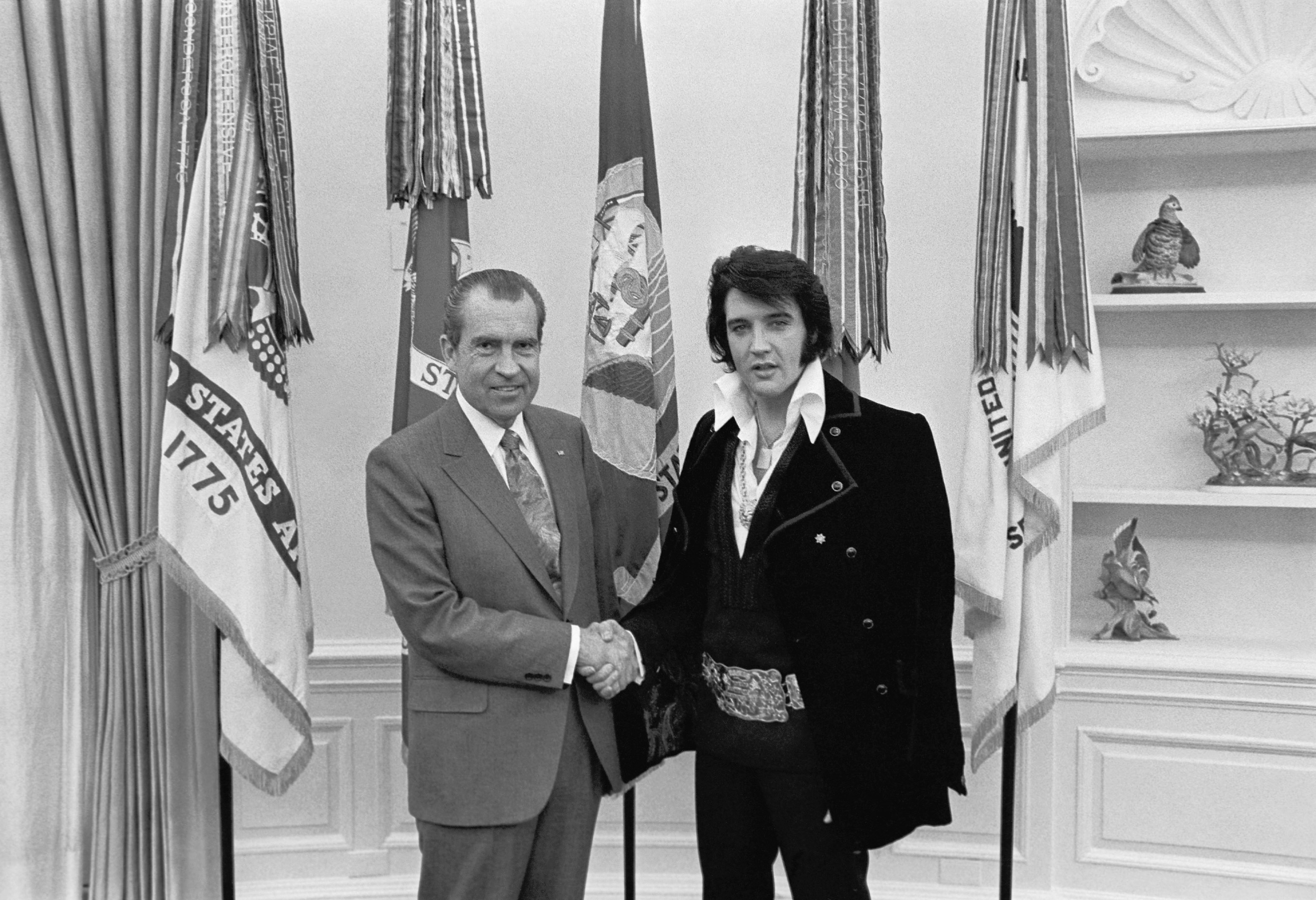
Richard Nixon ed Elvis nello Studio Ovale alla Casa Bianca

Verso la fine del 1970 Elvis si attivò allo scopo di ottenere un colloquio con l'allora presidente degli Stati Uniti Richard Nixon: la richiesta che egli avanzò venne accolta e il 21 dicembre dello stesso anno egli si recò alla Casa Bianca. Con la piena approvazione del presidente Nixon, venne nominato a tutti gli effetti un agente dell'FBI, sezione narcotici.

#### La produzione discografica degli anni settanta
Nel corso del decennio, uscì un considerevole numero di antologie realizzate di volta in volta raccogliendo brani facenti parte delle colonne sonore delle pellicole interpretate dal cantante nel corso degli anni sessanta, o raccogliendo i titoli dei singoli risalenti al periodo degli anni cinquanta, quando egli venne scritturato dalla Sun Records. In altri casi tali raccolte vennero redatte raccogliendo i titoli dei primi singoli incisi dal cantante, allorquando egli venne scritturato dalla RCA, o raccogliendo titoli incisi sempre per la stessa casa, ma più recenti, o ancora semplicemente mettendo assieme alla rinfusa una miscellanea del materiale descritto in precedenza, senza alcun ordine razionale o nesso logico.
Furono poi pubblicati numerosi album redatti con sequenze di brani di nuova fattura incisi in studio, e fra di essi si possono ricordare quello intitolato Elvis Country (I'm 10,000 Years Old), un concept album contenente una serie di brani di musica country, e quello intitolato Elvis Sings the Wonderful World of Christmas, una raccolta di canzoni a carattere natalizio, commercializzati entrambi nel 1971. Seguì poi la pubblicazione di una raccolta di brani di tipologia gospel, intitolata He Touched Me, commercializzata nell'anno 1972. L'album intitolato Having Fun with Elvis on Stage, è una raccolta contenente la registrazione dei dialoghi che il cantante intratteneva con il suo pubblico durante lo svolgimento dei suoi concerti, commercializzato nel 1974. Particolari invece i due album intitolati rispettivamente Promised Land e Today, contenenti una lunga serie di brani caratterizzati da una struttura di stampo decisamente melodico e dai quali traspariva una vena di notevole tristezza, entrambi commercializzati nel 1975. L'ultimo album pubblicato dal cantante nel corso del decennio fu quello intitolato Moody Blue, che conteneva una raccolta di brani di netta ispirazione country. I brani che in quel periodo ottennero maggior successo di classifica in qualità di singoli, furono, in ordine cronologico quelli intitolati rispettivamente Kentucky Rain e The Wonder of You, quest'ultimo una cover di un vecchio successo di Ray Peterson, risalente all'anno 1959, commercializzati entrambi nel 1970, There Goes My Everything, commercializzato nell'anno 1971, Burning Love, commercializzato nel 1972, Steamroller Blues, commercializzato nel 1973, Promised Land, commercializzato nel 1974, My Boy, e T-R-O-U-B-L-E, commercializzati entrambi nel 1975. Risale a quel periodo la pubblicazione di un brano dal quale fu tratto un singolo di carattere fortemente autobiografico, dal titolo Always on My Mind (Sempre nella mia mente), che ottenne un certo successo e del quale un notissimo gruppo in auge negli anni ottanta, i Pet Shop Boys, produrrà nel 1987 un rifacimento in chiave dance, che godette a sua volta di un ottimo riscontro di carattere commerciale. L'ultimo successo discografico del cantante nel corso del decennio in questione fu rappresentato dalla pubblicazione del singolo intitolato Moody Blue, commercializzato nel 1977, che fu anche l'ultimo disco pubblicato dal cantante prima del suo decesso, avvenuto il 16 agosto di quell'anno. Alcuni di questi titoli raggiunsero posizioni di rilievo nelle varie classifiche discografiche, sia sul mercato americano, sia su quello europeo, raggiungendo anche in qualche caso notevoli periodi di permanenza nelle zone alte delle stesse.

#### L'attività concertistica

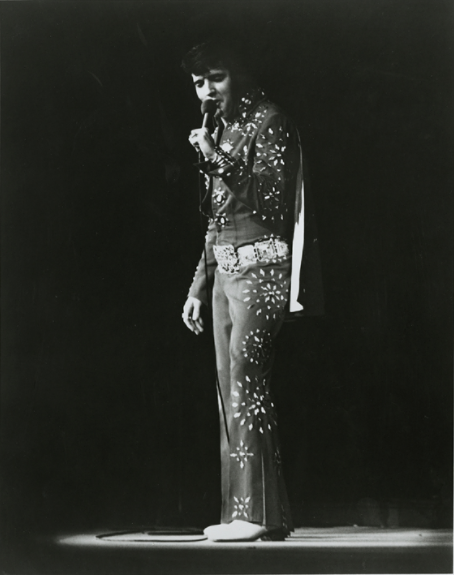
Elvis in concerto nel 1973

Presley cominciò il nuovo decennio producendosi in una seconda serie di spettacoli alla quale si dedicò con continuità per circa un mese, nell'arco di tempo compreso tra 26 gennaio e il 23 febbraio del 1970, sempre sul palco dell'International Hotel di Las Vegas. All'epoca il cantante, interpellato a proposito delle questioni inerenti alle nuove tendenze che si stavano affermando in campo musicale, così si espresse: «La musica è molto migliorata negli ultimi anni. I suoni sono migliori, i musicisti sono migliori. […] Conoscete i Beatles e i Byrds… a il rock 'n' roll, fondamentalmente, si basa sul gospel e il rhythm and blues». Elvis, da quel momento in poi, sembrò intenzionato a volere recuperare gli anni trascorsi lontano dal pubblico, e nell'arco di sette anni, compreso tra l'anno 1970 e l'anno 1977, si esibì in quasi un migliaio di concerti, raggiungendo una media di una performance ogni due giorni e mezzo circa. Tali concerti inoltre comprendevano solitamente più esibizioni, anche due o tre, che si svolgevano in diversi orari della stessa giornata.

Inizialmente la scaletta musicale dei concerti era ridotta, ma con il passare del tempo si arricchì di un notevole quantitativo di intermezzi, che contribuivano alla creazione di un'atmosfera di carattere solenne e celebrativo; inoltre, a partire dal 1971, il via alle esibizioni venne sancito dall'esecuzione orchestrale del brano di Richard Strauss Così parlò Zarathustra. Con il passare degli anni il tono degli accompagnamenti orchestrali divenne sempre più elaborato, mentre la scaletta musicale subì un limitato numero di variazioni. Solitamente il cantante iniziava interpretando pezzi di carattere tradizionale, da tempo entrati a fare parte della cultura musicale popolare americana, quali per esempio See See Rider, seguita dall'esecuzione di brani che aveva interpretato all'inizio della sua carriera, quali per esempio That's All Right (Mama), Ready Teddy, Heartbreak Hotel, Don't Be Cruel, e Jailhouse rock. Normalmente proseguiva le sue esibizioni interpretando un medley di brani più recenti. Durante lo svolgimento delle sue esibizioni il cantante era solito presentare al pubblico i membri della sua band, e intrattenerlo dialogando con loro. Quindi riprendeva le esibizioni interpretando brani portati a suo tempo al successo da altri artisti, quali Something dei Beatles, My Way di Frank Sinatra, Welcome to my world di Marty Robbins. 

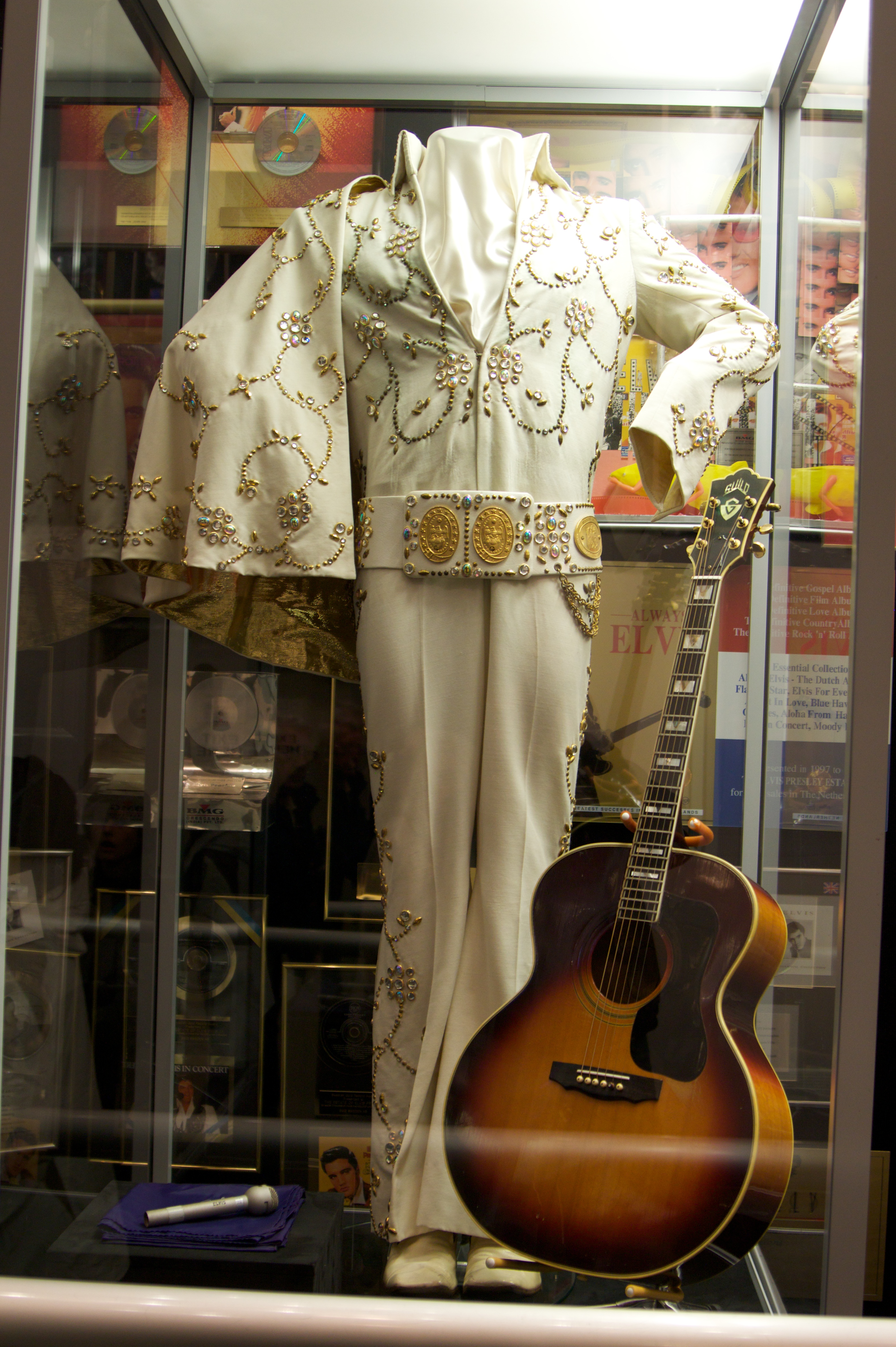
Un costume di scena di Elvis risalente al 1976, esposto a Graceland

Nel corso di tali eventi, l'artista indossava i costumi di scena dello stilista Bill Belew che erano ispirati ai kimono giapponesi in quanto dovevano riflettere la passione dell'artista per il karate (una disciplina di cui, qualche volta, emulava le movenze sul palco). Tali abiti verranno poi esposti nella sua casa-museo Graceland, a Memphis, o venduti nel corso di aste. Prese l'abitudine, verso la fine delle sue performance, di lanciare verso il pubblico gli orpelli che corredavano i suoi costumi di scena, quali mantelli e sciarpe. Solitamente, i presentatori dei concerti annunciavano la fine dell'esibizione e il successivo e rapido allontanamento dalle scene del cantante pronunciando in tono solenne la frase «Ladies and gentlemen, Elvis has left the building!» ("Signore e signori, Elvis ha lasciato il palazzo!"). Le sue performance degli anni settanta, com'era già accaduto nel corso dell'attività concertistica negli anni cinquanta, si traducevano in manifestazioni d'isteria collettiva testimoniate nel documentario Elvis: That's the Way It Is, prodotto in quel periodo. All'inizio degli anni settanta, il cantante cominciò a manifestare problemi alla vista e, dopo essersi sottoposto a una serie di esami oculistici, scoprì di essere affetto da una forma di glaucoma secondario: di tale problema soffrì sino alla fine dei suoi giorni perché la continua esposizione alle forti luci di scena, inevitabile durante lo svolgimento dell'attività concertistica, peggiorò la patologia da cui era afflitto.

#### L'"Aloha from Hawaii Via Satellite"

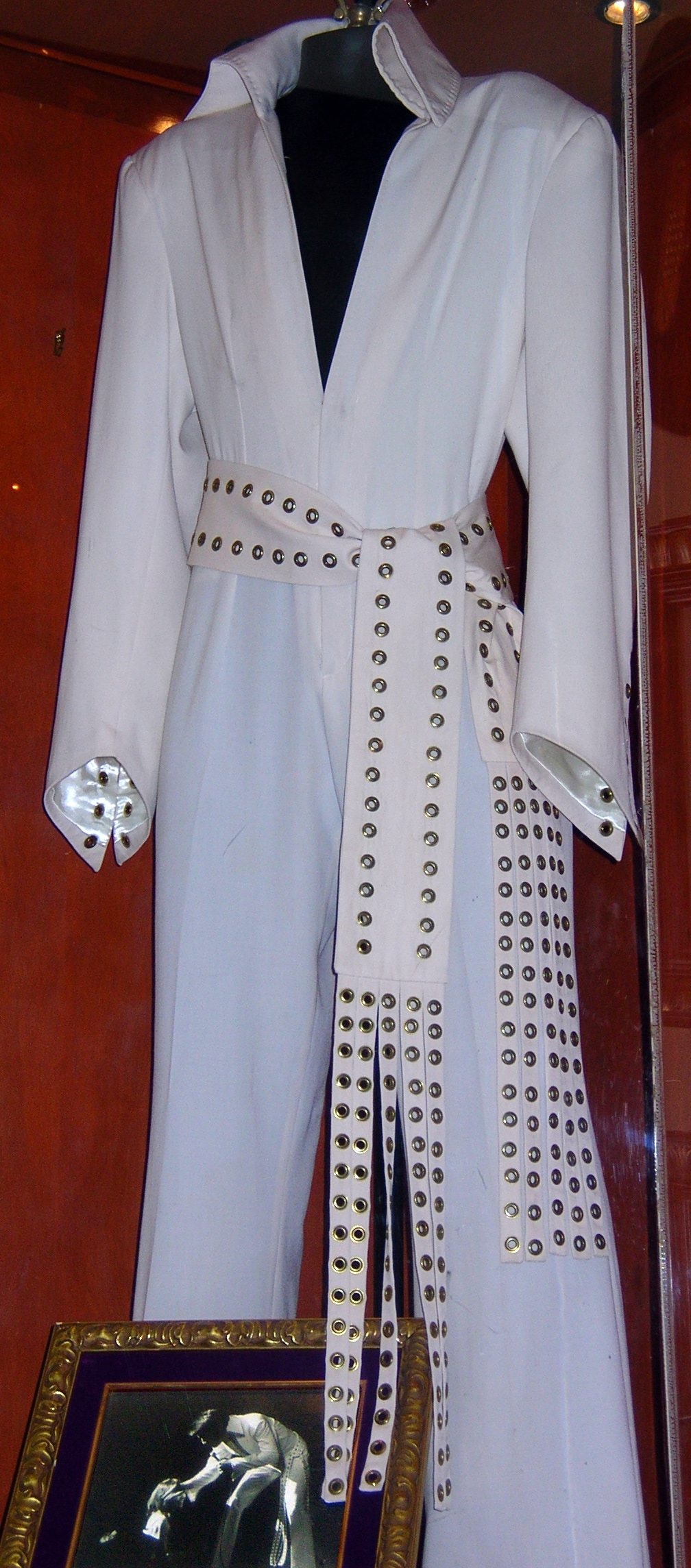
Un costume di scena di Elvis risalente al 1969, esposto a Graceland

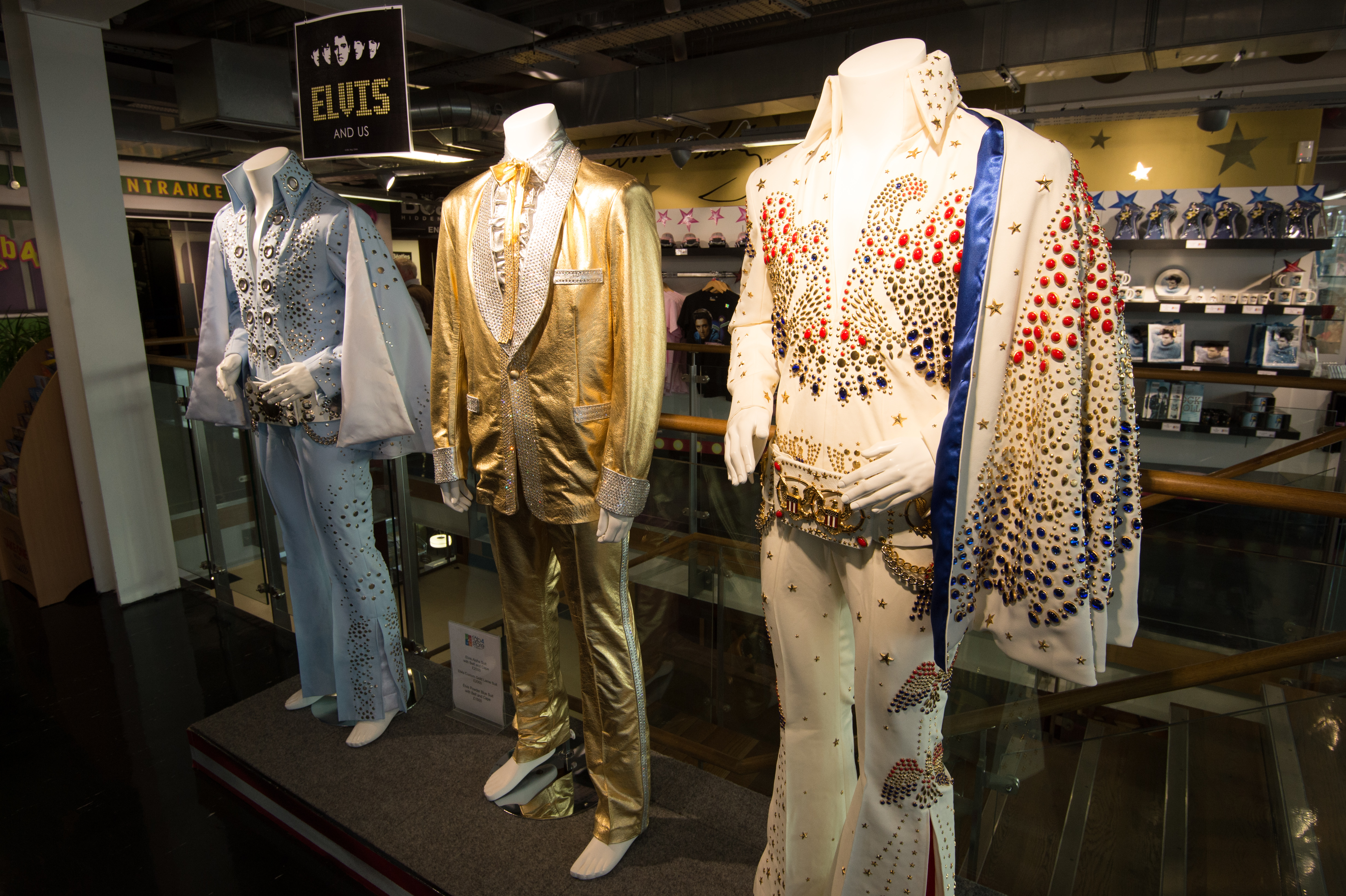
Una serie di costumi appartenuti a Elvis e da lui utilizzati nel corso della sua carriera

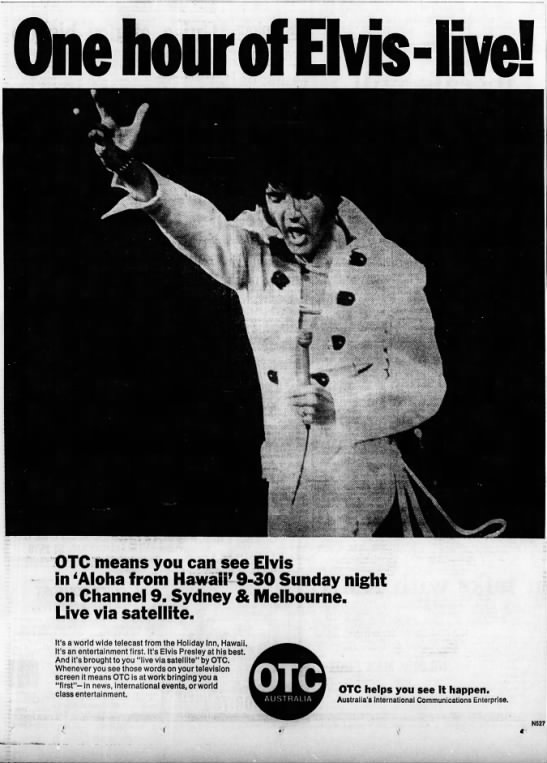
Pubblicità australiana per lo speciale televisivo Aloha from Hawaii

Il colonnello Parker, nel tentativo di sfruttare l'onda del rinnovato successo, iniziò a organizzare un grande concerto del quale il cantante sarebbe stato protagonista, e tale proposito si concretizzò successivamente nell'organizzazione dell'Aloha from Hawaii, che sarebbe stato trasmesso via satellite in tutto il mondo.
Il 14 gennaio del 1973, dopo l'effettuazione di un concerto di prova, che successivamente venne denominato Aloha from Hawaii - Rehearsal Concert, avvenuta nei giorni immediatamente precedenti a quello ufficiale, e del quale permangono alcune tracce visive e fonografiche, utilizzate in seguito allo scopo di commercializzare varie incisioni "pirata" dello stesso, venne ripreso e trasmesso in mondovisione il primo show via satellite da Honolulu, denominato ufficialmente l'Aloha from Hawaii Via Satellite, che fu seguito da un pubblico stimato composto da oltre un miliardo di telespettatori in quaranta paesi. A detta di molti, l'esibizione fu la migliore di Elvis fatta nel corso del decennio, ma anche l'ultima valida prima di quella fase di declino che precede la sua morte.

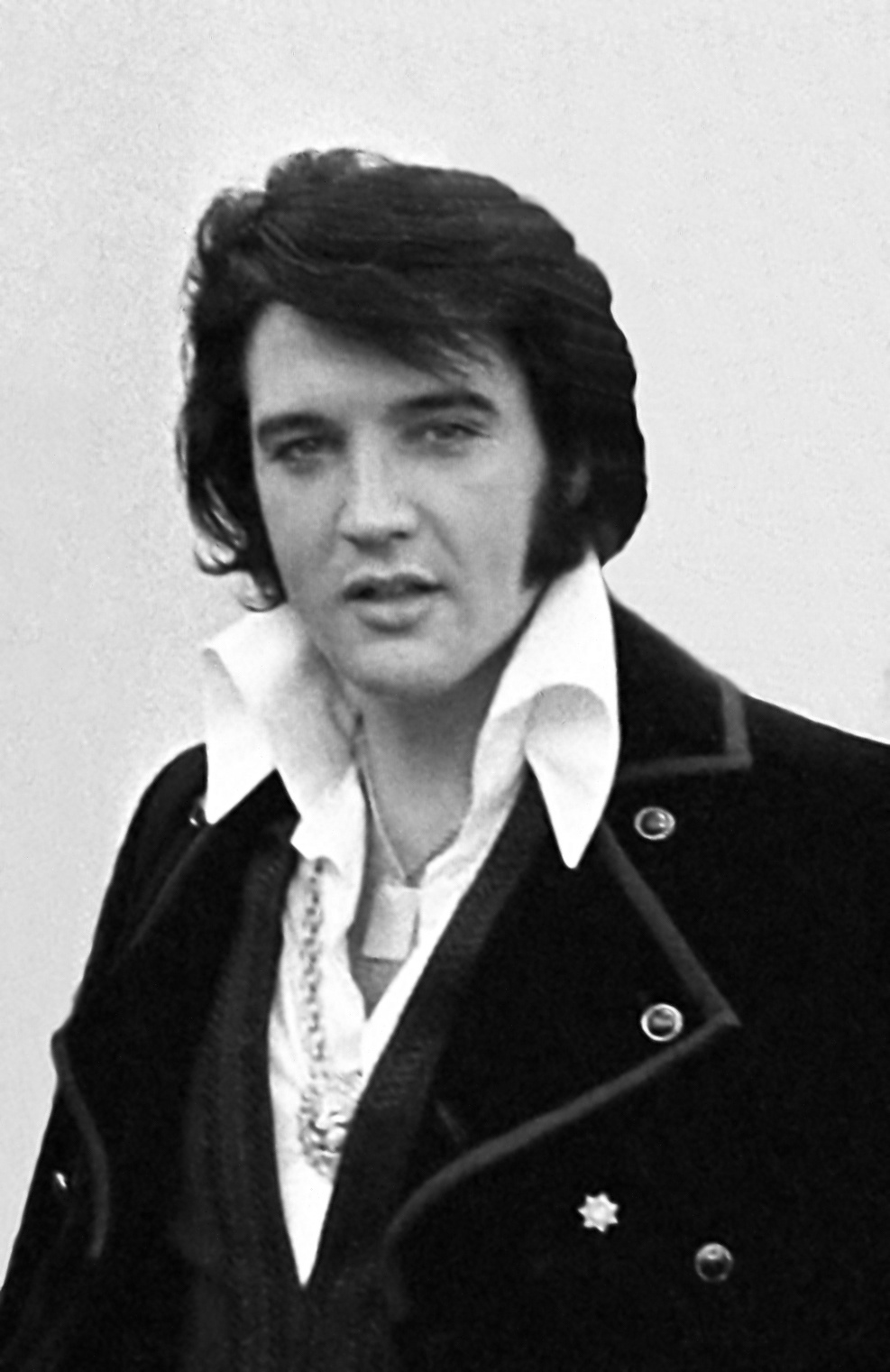
Presley nel 1970

Il cantante interpretò pezzi recenti quali Burning Love e Suspicious Minds, brani già interpretati da altri artisti quali Johnny B. Goode di Chuck Berry, Whole Lotta Shakin' Goin' On di Jerry Lee Lewis, Long Tally Sally di Little Richard, Steamroller Blues di James Taylor, My Way di Frank Sinatra, What Now My Love di Gilbert Bécaud, Something dei Beatles, You Give Me a Mountain di Marty Robbins, It's Over di Jimmie Rodgers, I'm So Lonesome I Could Cry di Hank Williams, I Can't Stop Loving You di Don Gibson e I'll Remember You di Kuiokalani Lee. Il cantante interpretò poi un medley traditional, American Trilogy, composto da tre brani tradizionali di netta ispirazione patriottica, e anche un medley comprendente alcuni dei suoi brani più famosi, ovvero Blue Suede Shoes, Hound Dog, A Big Hunk O' Love, Love Me Tender, Fever, e Can't Help Falling in Love., Dal concerto venne ricavato Aloha from Hawaii Via Satellite, primo album registrato in quadrifonia che vendette cinque milioni di copie.

#### Gli ultimi anni di vita e la morte

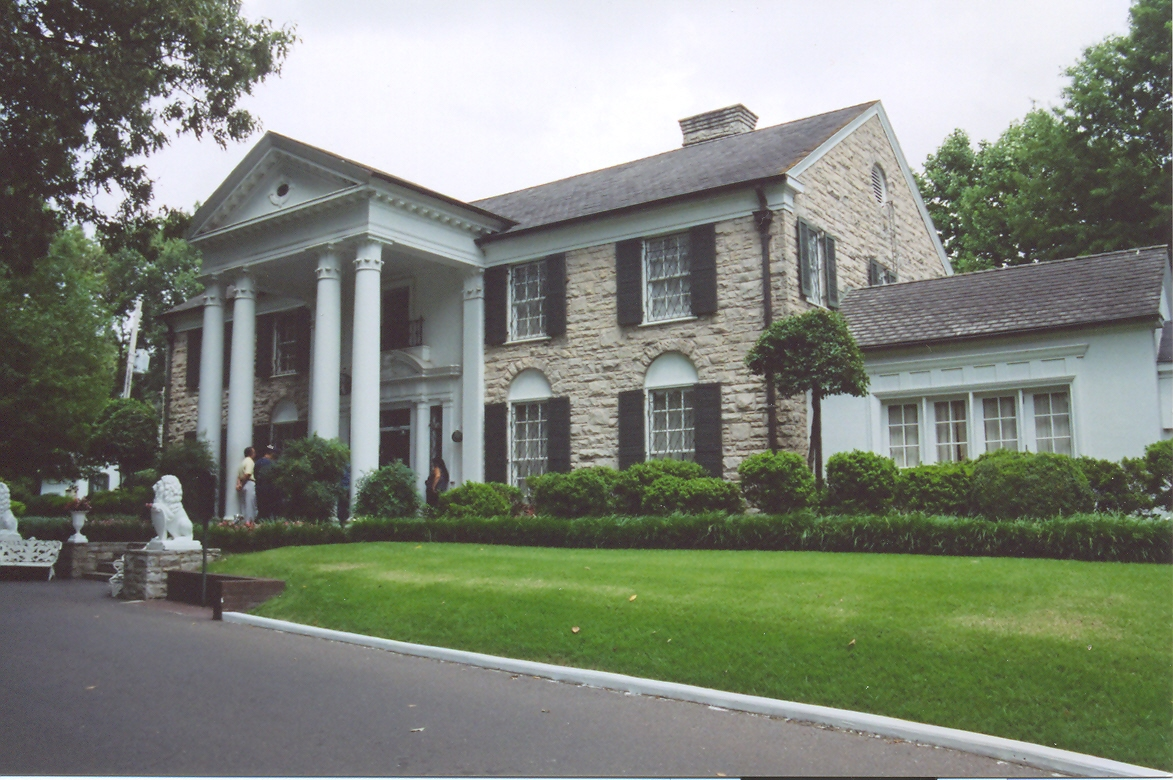
Una veduta della dimora di Elvis, Graceland

Nel 1973, a causa del divorzio dalla moglie Priscilla, il cantante iniziò a soffrire di una forma grave di depressione. Lo stesso anno fu ricoverato in due circostanze per overdose da farmaci: la prima volta aveva trascorso tre giorni in coma nella suite d'hotel dove alloggiava, mentre nel secondo episodio, avvenuto alla fine dell'anno, fu ricoverato in ospedale in stato di coma per overdose da petidina. Secondo il suo medico di fiducia George C. Nicophoulos, Elvis pensava "di non essere come un drogato che compra la roba in strada per il fatto che prendeva farmaci prescritti da un medico". Nei tre anni successivi produsse sei album di canzoni che incontrarono alterni giudizi di critica e pubblico; cinque di questi album entrarono nella top five per qualche tempo e tre raggiunsero il primo posto. I diversi singoli ebbero un certo successo senza però raggiungere la cima della classifica.
Un segnale di problematiche legate alla salute del cantante era che, malgrado egli continuasse a organizzare dei concerti, la durata di questi era ridotta; di regola non duravano più di un'ora, a volte 50 minuti. Nonostante i problemi che lo afflissero, il cantante continuò a esibirsi in molte tournée, la maggior parte negli Stati Uniti, e non modificava lo stile di vita, nonostante gli avvertimenti dei medici. John Wilkinson, chitarrista che lavorò negli ultimi anni con Presley, lo definì «Gonfio come un otre, balbettante, un vero rottame [...] c'era qualcosa che assolutamente non andava nel suo fisico...»
Pur mostrandosi in condizioni fisiche spesso critiche, in alcune occasioni non mancò di prodursi in apprezzate performance, come quella avvenuta a Rapid City al Rushmore Plaza Civic Center il 21 giugno 1977, durante la quale eseguì un'interpretazione di Unchained Melody, brano utilizzato in seguito negli anni ottanta come colonna sonora del film Ghost nella versione del 1965 incisa dai The Righteous Brothers. Si esibì con continuità fino a poco prima del decesso. Tenne il suo ultimo concerto il 26 giugno 1977 al Market Square Arena di Indianapolis davanti a un pubblico composto da 18 000 persone (spezzoni della colonna sonora tratta da quell'ultima esibizione sono contenuti nel CD pubblicato nel 2002 e intitolato Adios: The Final Performance).

#### L'"Elvis in Concert"
Nel corso del 1977 venne prodotto dalla CBS uno speciale televisivo, realizzato assemblando una serie di riprese effettuate durante lo svolgimento di alcune delle ultime esibizioni in concerto del cantante. Durante lo svolgersi delle esibizioni egli interpretò quello che era considerato il suo repertorio più noto, riproponendo alcune versioni dei suoi successi discografici. La registrazione di tali esibizioni rappresenta comunque l'ultima testimonianza mediatica della tipica attività concertistica in cui egli si era prodotto per tutto il corso degli anni settanta, e venne denominato Elvis in Concert. Dalla colonna sonora dello stesso speciale, fu ricavato anche un album, pubblicato successivamente al decesso del cantante, che all'epoca raggiunse posizioni di un certo rilievo nella classifica stilata dalla rivista Billboard.

#### La morte e l'autopsia

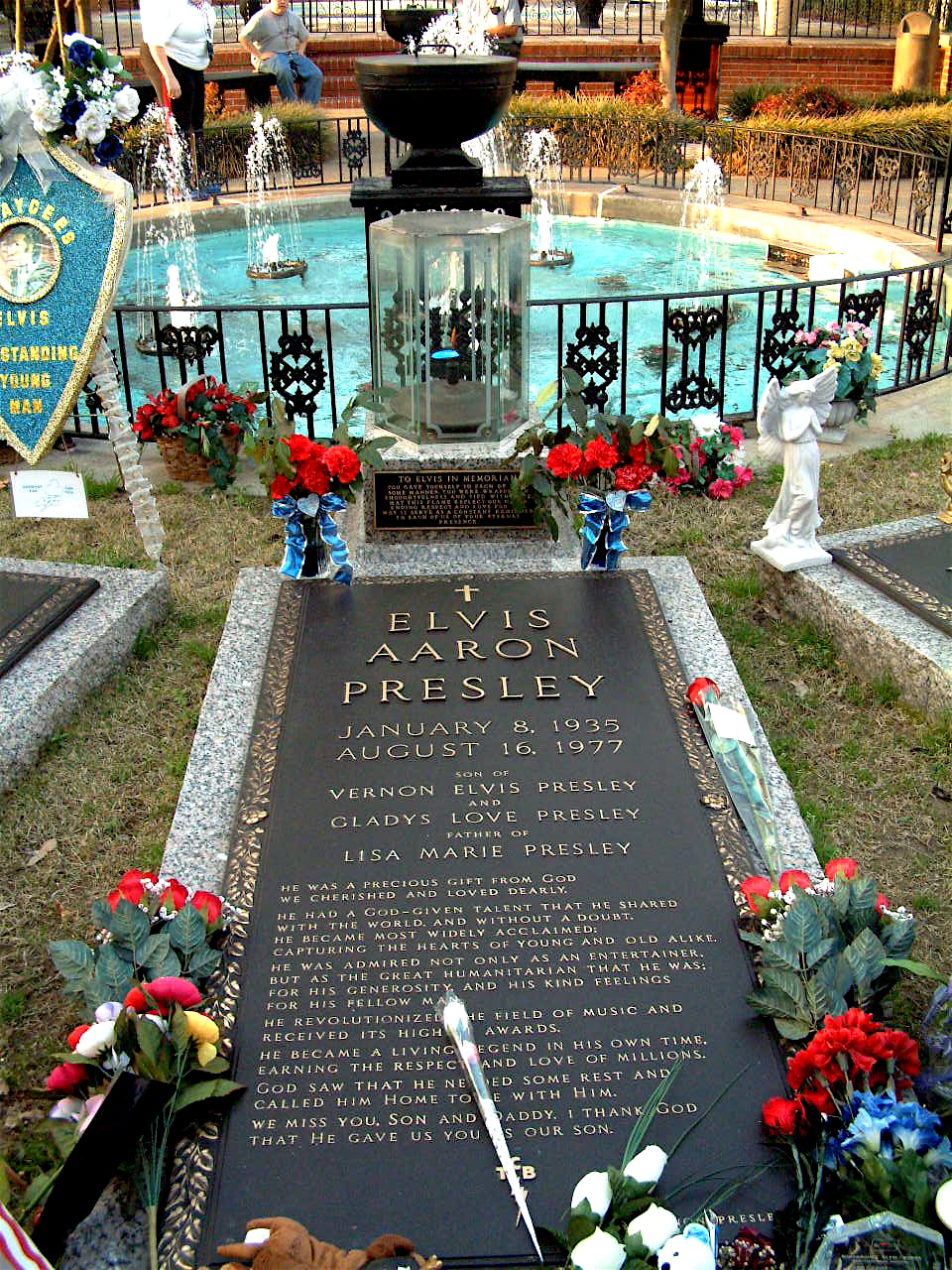
La tomba di Presley a Graceland

Dopo l'ultima esibizione alla Market Square Arena di Indianapolis del 26 giugno 1977, Presley, che all'epoca aveva quarantadue anni, tornò a Memphis per un periodo di riposo e per dedicarsi all'organizzazione del nuovo tour, che sarebbe dovuto iniziare attorno alla seconda metà di agosto. Il 15 agosto Elvis tornò a Graceland in tarda serata, a seguito di una giornata intensa in cui si era anche sottoposto all'otturazione di un molare. Nonostante avesse già assunto un'abbondante dose di barbiturici, alcuni dei quali per l'intervento odontoiatrico, rimase sveglio sino alle prime ore del mattino, intrattenendosi con la famiglia e il suo staff e curando gli ultimi dettagli del concerto che si sarebbe dovuto svolgere a Portland (Maine) l'indomani. Più tardi si ritirò in camera per cercare di riposare prima della partenza, ma, non riuscendo a dormire, decise di assumere un'ulteriore dose di barbiturici e si mise a leggere un libro. Alle 9:30 del mattino seguente si diresse verso la stanza da bagno; dopo circa quattro ore, verso le 13:30, venne rinvenuto disteso in bagno dalla compagna Ginger Alden. Il cantante, che aveva perso la vita da alcune ore, fu trasportato in ambulanza al Baptist Memorial Hospital, dove giunse alle ore 14:56; la morte venne dichiarata alle 15:00.
Il decesso fu immediatamente attribuito a un "arresto cardiaco", nonostante non vi fosse ancora alcun riscontro medico-legale. Peter Guralnick, biografo del cantante, riportò che Elvis aveva vomitato subito dopo l'infarto e si era trascinato a terra nel tentativo di arrivare alla porta del bagno. Dopo aver effettuato l'autopsia del cadavere, venne riscontrato un alto tasso di intossicazione da farmaci e la presenza di tracce di ben quattordici sostanze medicinali differenti, che in seguito si scoprirono essere state legalmente prescritte dal medico curante.
I medici che ebbero in cura Elvis all'epoca, tra cui il dottor Nichopoulos, suo medico personale, avevano già cercato di convincerlo a rendere il suo regime alimentare più sano e regolare, senza tuttavia ottenere il benché minimo successo, già a partire dal 1974.
La causa della morte di Elvis sembra essere stata l'insufficienza cardiaca. L'arresto cardiaco è ora considerato il risultato del lungo abuso di farmaci da parte della rockstar. Non trascurabile, poi, è anche l'ipotesi di uno shock anafilattico provocato da una parziale allergia alla codeina, sostanza presente in dosi elevate nei farmaci contro il mal di denti, che egli stava assumendo in dosi massicce durante quei giorni.

## Il cinema

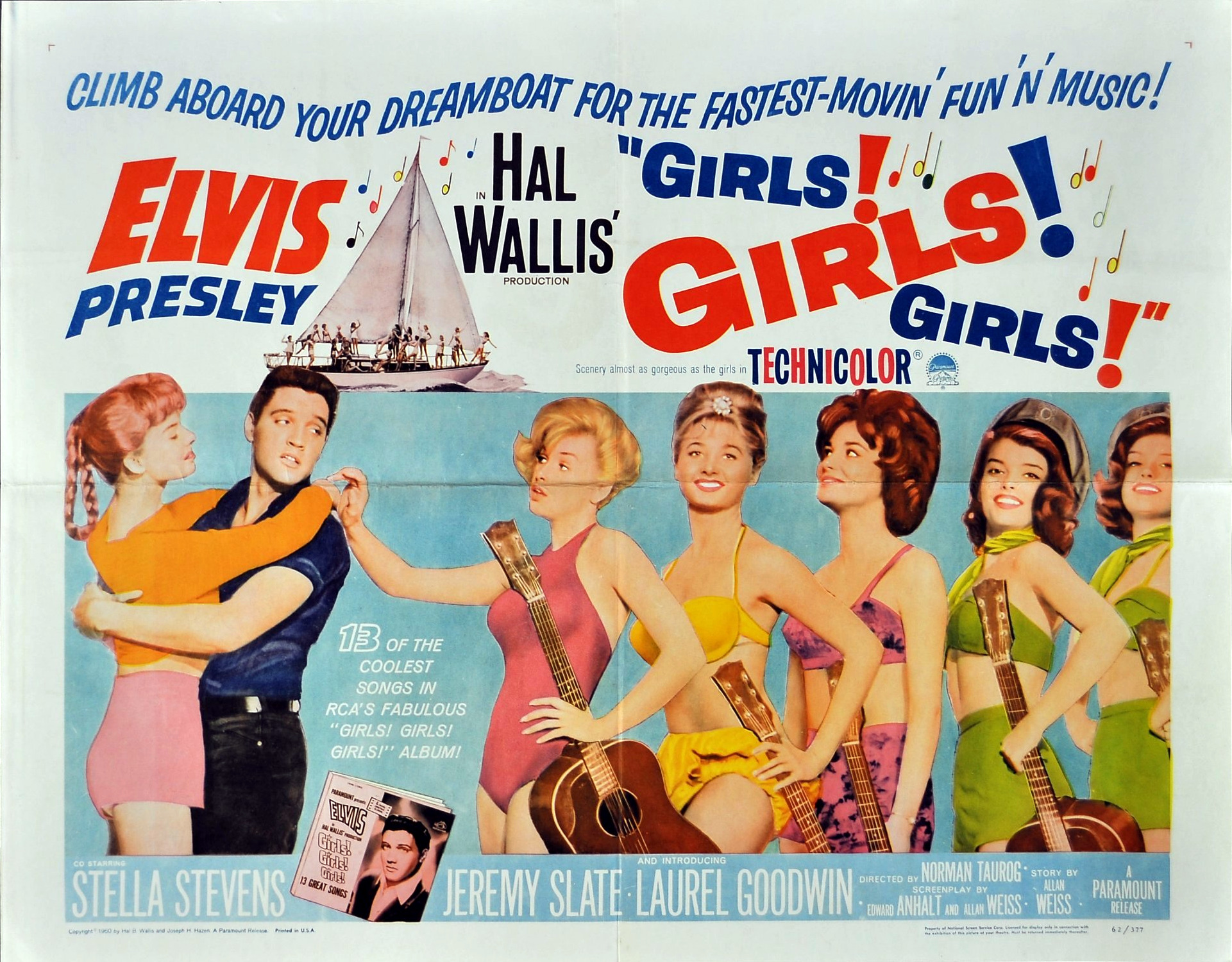
La locandina originale di un film girato da Elvis negli anni sessanta, Girls! Girls! Girls!

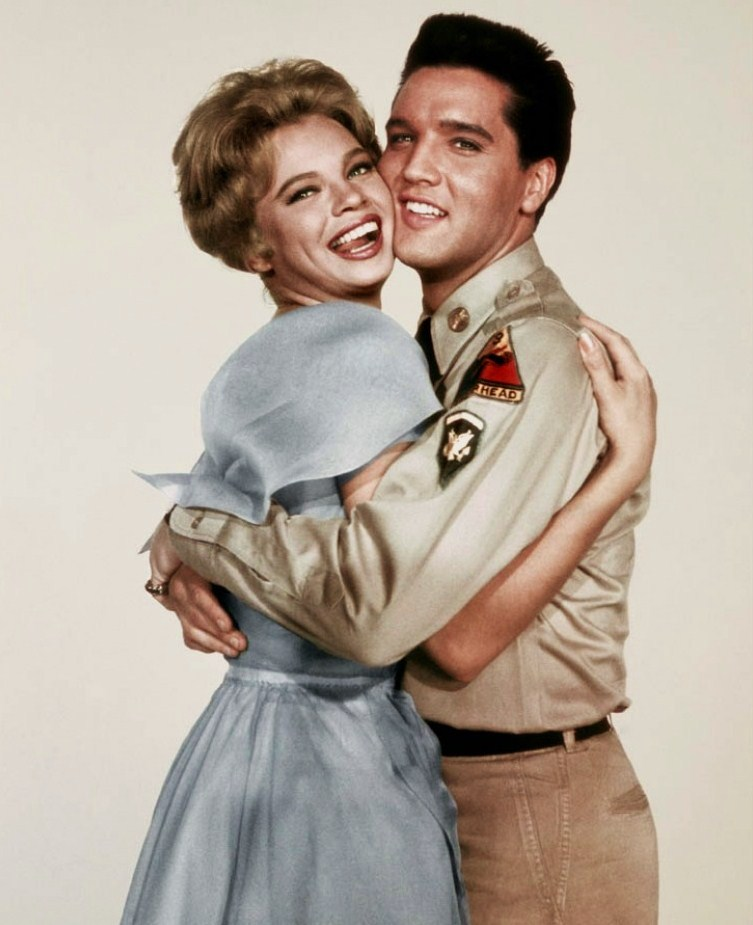
Juliet Prowse ed Elvis Presley in G.I. Blues

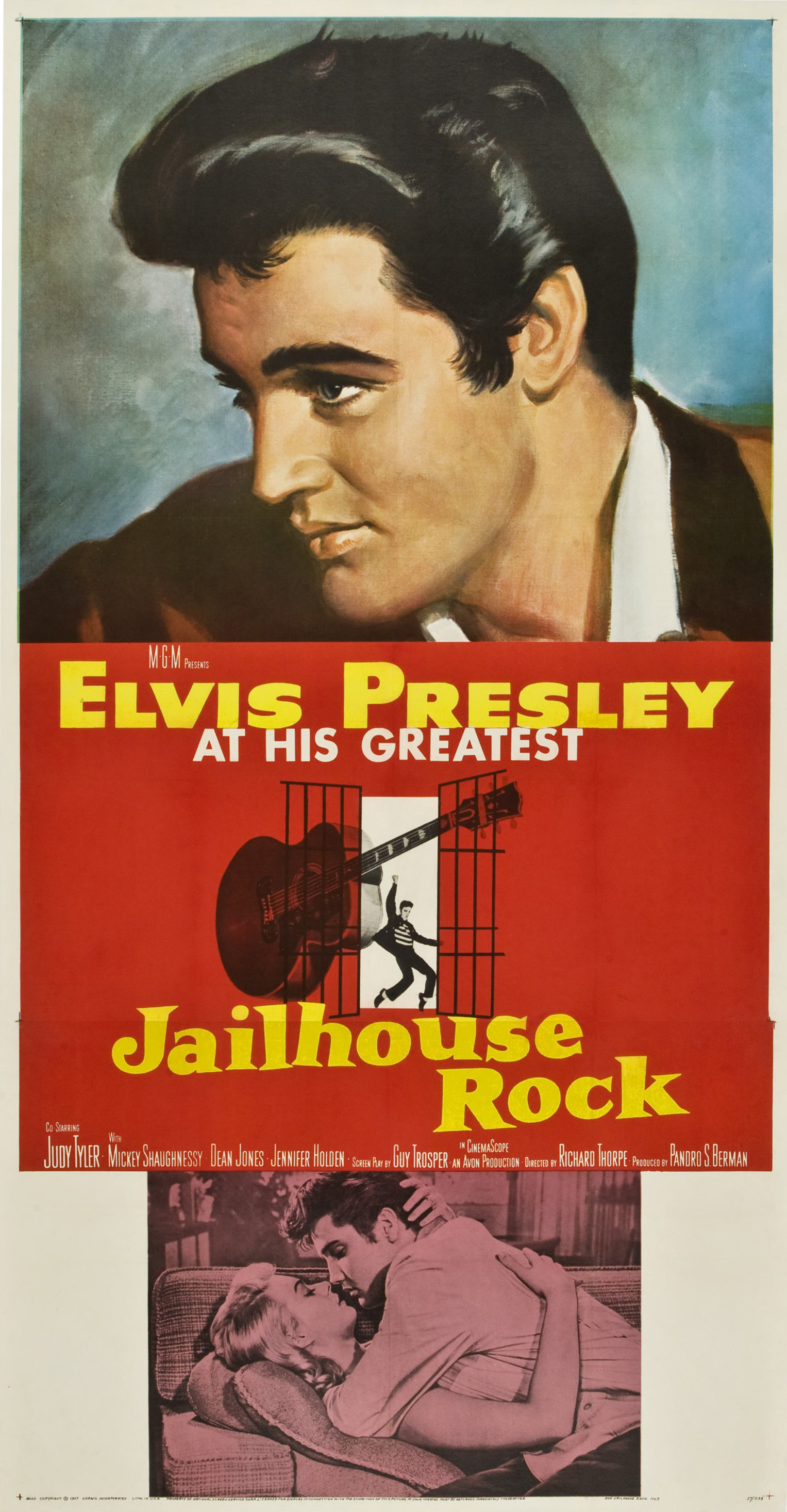
Locandina del film 'Il delinquente del rock and roll (Jailhouse Rock)

Elvis iniziò a recitare durante la metà degli anni cinquanta, quando il colonnello Parker, convinto delle potenzialità di attore del suo assistito, si attivò allo scopo di inserire il cantante nei vari circuiti cinematografici. Egli sollecitò l'esecuzione di una serie di provini, che vennero effettuati presso gli studi della Paramount Pictures, e diedero tutti un esito complessivamente soddisfacente, tanto che il produttore Hal B. Wallis firmò con il cantante un contratto di esclusiva per poterlo avere fra i protagonisti dei suoi film. Il contratto con la casa cinematografica Paramount Pictures vincolava il cantante per un periodo di sette anni, ed egli cominciò a lavorare stabilmente per la stessa in qualità di attore protagonista. Interpellato dai giornalisti a proposito delle motivazioni che lo avevano spinto a intraprendere la nuova carriera di attore cinematografico, così si espresse: «Si sa che i cantanti vanno e vengono, ma se sei un bravo attore, allora puoi durare a lungo...». Alcuni critici cinematografici concordano sul fatto che egli avesse una certa propensione alla recitazione, ma che gli furono sempre affidati ruoli assai poco favorevoli a far emergere le sue doti di attore. Altri, invece, ritengono che Elvis non fosse un abile attore. Dopo l'esordio del film Love Me Tender, la rivista cinematografica Reporter dichiarò che "Costui (Elvis) è un ragazzino osceno, ed è solo capace di ondeggiare vacillando tra un grido e un gemito".
Qualche anno prima, nel 1954, il cantante era stato scelto da Judy Garland per recitare in È nata una stella ma, a causa delle richieste del colonnello Parker, ciò non avvenne. Nel biennio compreso fra il 1956 e il 1958 egli prese parte alla lavorazione di quattro pellicole, dirette da registi come Robert Wise e Michael Curtiz, e sino alla data della sua partenza per lo svolgimento del servizio militare, che lo costrinse a interrompere la sua carriera cinematografica, girò nell'ordine i film Fratelli rivali (1956), Amami teneramente (1957), Il delinquente del rock and roll (1957), solitamente considerato dai suoi fan il suo film più riuscito, e La via del male (1958). L'artista avrebbe dovuto interpretare il protagonista di La gatta sul tetto che scotta nel ruolo che fu di Paul Newman.
Reduce dal servizio militare e dopo un paio di esibizioni dal vivo effettuate a scopo di beneficenza, avvenute a partire dal 25 marzo del 1961 all'"Ellis Auditorium" di Memphis, il cantante decise di troncare ogni rapporto diretto con il suo pubblico per focalizzarsi sul filone cinematografico. Nel corso del decennio egli interpretò, assieme a varie celebrità del cinema, ventinove pellicole, mal accolte dalla critica, alcune delle quali inedite in Italia, e tutte focalizzate sulla figura del cantante, che interpretava sempre l'eroe protagonista come ad esempio Cafè Europa (1960), Blue Hawaii (1961) e Viva Las Vegas (1964). Dopo i primi riscontri commerciali positivi, i fan si mostrarono sempre più reticenti di fronte ai Presley movies, fino a quando la moda decadde verso la fine del decennio. Nel 1969 il cantante venne richiesto come protagonista di Un uomo da marciapiede, parte che poi andò a Jon Voight. Elvis non apprezzava le pellicole in cui recitava, al punto che dichiarò: «L'unica cosa peggiore che dovere guardare un brutto film è averci recitato...».
Si ha poi notizia di un ambizioso progetto cinematografico al quale il cantante partecipò nel corso degli anni settanta, pochi anni prima di morire, vale a dire la lavorazione di un film-documentario incentrato sulle arti marziali e nel quale avrebbe ricoperto il ruolo di protagonista. Tale progetto poi, a causa dei seri problemi di salute che cominciarono ad affliggere il cantante, dovuti principalmente alla sua condotta di vita, nonché al conseguente ed eccessivo consumo di farmaci attuato allo scopo di sostenerne il ritmo, venne poi accantonato e la pellicola in questione non raggiunse mai le sale cinematografiche. Esistono tuttavia alcuni spezzoni di filmati amatoriali girati presso la palestra dove egli si allenava in compagnia del suo entourage, che avrebbero dovuto essere utilizzati nel corso della lavorazione del documentario.

## Vita privata

### Relazioni e famiglia
Elvis fu sposato con Priscilla Presley dal 1967 al 1973; i due divorziarono a causa degli eccessi del "Re" ma rimasero comunque in buoni rapporti. La coppia ebbe un'unica figlia, Lisa Marie. In seguito al divorzio furono numerose le compagne di Elvis; l'ultima, una delle più note, fu Ginger Alden.

### Religione e politica
Elvis, nonostante i pareri discordanti dell'opinione pubblica, era profondamente religioso, essendo cresciuto in una famiglia religiosa che frequentava abitualmente la chiesa pentecostale.
Egli considerava il suo talento un dono di Dio ed era solito pregare prima di ogni concerto. La biblioteca di Graceland contiene numerosi libri che trattano temi religiosi e lui stesso era un assiduo lettore della Bibbia. La religione influenzò in parte anche la sua discografia che contiene numerosi album e singoli di genere gospel e spiritual.
Politicamente Elvis si schierò con il repubblicano Richard Nixon, tanto da volerlo incontrare nel dicembre del 1970. I due ebbero un lungo colloquio nel quale Elvis espose al presidente il problema della diffusione della droga tra i giovani; Elvis si dimostrò inoltre preoccupato per l'effetto che le opinioni anti-americane dei Beatles avrebbero potuto avere sulle giovani generazioni statunitensi. Egli espose inoltre le sue preoccupazioni per la diffusione del movimento hippy e per la possibile espansione del comunismo.

### Filantropia
Sussistono testimonianze del fatto che il cantante, a partire dai primi anni sessanta, consolidata la ricchezza, avesse iniziato a collaborare con una serie di organizzazioni che si occupavano di raccogliere fondi per devolverli successivamente a scopo benefico, effettuando una lunga serie di donazioni in denaro, peraltro di rilevante entità, alle stesse, e che mantenne tale consuetudine sino alla fine dei suoi giorni.
Il concerto Aloha from Hawaii Via Satellite (1973) venne ideato come evento di beneficenza per raccogliere proventi destinati a un'associazione benefica denominata “Kui Lee Cancer Benefit”. La raccolta fondi aveva già preso il via nel giugno del 1972, in memoria del compositore hawaiano Kui Lee, che era deceduto a causa di un cancro qualche anno addietro, il 3 dicembre del 1966, all'età di 34 anni. Fautore di tale iniziativa era stato il giornalista Eddie Sherman, che collaborava con una testata giornalistica locale denominata Honolulu Advertiser.

## Stile musicale
Gli storici musicali considerano Elvis una figura centrale nello sviluppo del rockabilly. Craig Morrison riportò che tale stilistica "si cristallizzò in uno stile ben definito nel 1954, quando uscì la prima pubblicazione di Elvis per la Sun". Paul Friedlander ritenne che il rockabilly sia "essenzialmente (...) una creazione di Elvis Presley" che presenta gli elementi propri del genere quali "lo stile vocale rude, emotivo e confuso, l'enfasi sul feeling ritmico del blues con accompagnamento per archi e la chitarra ritmica strimpellata del country". In That's All Right, il primo disco dell'Elvis trio, l'assolo di chitarra di Scotty Moore venne definito "un microcosmo in cui convergono il country giocato sulle tecniche slide, fingerpicking e double-stop di Merle Travis più gli strumenti a corda distorti del blues». Katherine Charlton concordò nel ritenere che Presley fosse l'ideatore del rockabilly. Per contro, Carl Perkins disse che "(Sam) Phillips, Elvis e io non abbiamo creato il rockabilly"; secondo Michael Campbell, la prima grande canzone rockabilly venne registrata da Bill Haley. Dal punto di vista di Moore, "esisteva già da tempo. Carl Perkins stava facendo fondamentalmente la stessa cosa dalle parti di Jackson. So per certo che Jerry Lee Lewis suonava quel tipo di musica sin da quando aveva dieci anni."

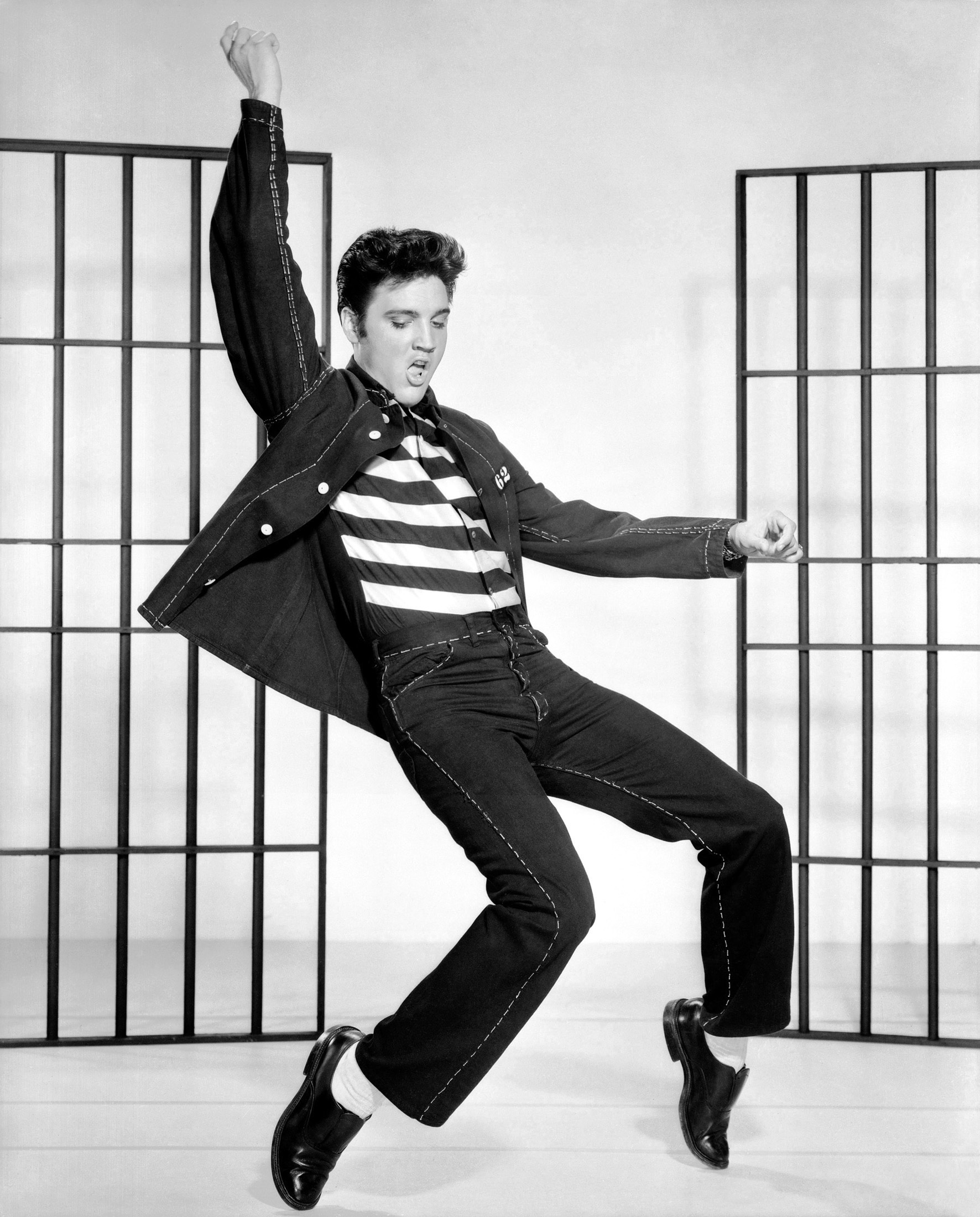
Elvis in una foto promozionale per il film Il delinquente del rock and roll (Jailhouse Rock, 1957)

Mentre registrava per la RCA Victor, Presley si allontanò dal rockabilly per abbracciare uno stile rock and roll più aggressivo accompagnato da cori e che fa più affidamento sul suono della chitarra. Sebbene Elvis fosse solito rivisitare in chiave rockabilly e rock and roll tutte le sue fonti d'ispirazione, durante la sua prima parte di carriera, registrò canzoni di altri generi come confermano la sua cover di Blue Moon, registrata quando era ancora scritturato alla Sun, il country di How's the World Treating You?, comparsa sul suo secondo LP, edito dalla RCA Victor e il blues di Santa Claus Is Back in Town. Nel 1957 pubblicò Peace in the Valley, primo suo disco gospel, un genere in cui si cimenterà anche in seguito.
A partire dal 1960, quando tornò dal servizio militare, Elvis ammorbidì il suo stile rock and roll, come conferma, ad esempio, il suo primo successo dei sessanta Stuck on You. La musica della nuova fase venne definita dagli addetti delle pubblicità della RCA Victor "lieve ritmo rock"; il discografo Ernst Jorgensen lo chiamò "pop ottimista". She's Not You (1962) "integra completamente la musica dei Jordanaires, è praticamente doo-wop". Il blues/R&B moderno di Elvis Is Back! fu sostanzialmente abbandonato per sei anni fino al biennio 1966-67, anni in cui vennero pubblicati"Down in the Alley e Hi-Heel Sneakers. La produzione di Presley durante la maggior parte degli anni sessanta enfatizzò la musica pop, spesso sotto forma di ballate come Are You Lonesome Tonight? del 1960. It's Now or Never, che si basa su O' sole mio, è un brano pop di influenza classica che termina con una "potente cadenza operistica". Tuttavia, a causa della loro enfasi drammatica, questi due brani si differenziano dal repertorio più leggero che Presley registrava in quel periodo per le sue colonne sonore.
Durante il Comeback Special, andato in onda nel 1968, Presley eseguì molte delle sue ballate alternandole con momenti di più aggressivo rock and roll, uno stile su cui tornerà nuovamente negli anni a venire. Di questo periodo è la pubblicazione di Burning Love, un brano che ricalca il rock and roll delle origini distinguendosi pertanto dalle più melodiche e lente canzoni di questa fase della sua carriera. Durante i suoi ultimi anni di vita, Presley rielaborò delle canzoni pop e country, ma in permutazioni notevolmente diverse. La sua gamma stilistica iniziò ora ad abbracciare un rock al passo con i tempi che cita i generi soul e funk, come confermano l'album From Elvis in Memphis e il brano Suspicious Minds. Elvis divenne una celebrità del country durante la metà degli anni settanta, epoca in cui molti dei suoi singoli venivano trasmessi dalle emittenti dedicate al genere.

## Discografia

### Album in studio
- 1956 - Elvis Presley
- 1956 - Elvis
- 1957 - Loving You
- 1957 - Elvis' Christmas Album
- 1958 - King Creole
- 1960 - Elvis Is Back!
- 1960 - G.I. Blues
- 1960 - His Hand in Mine
- 1961 - Something for Everybody
- 1961 - Blue Hawaii
- 1962 - Pot Luck with Elvis
- 1962 - Girls! Girls! Girls!
- 1963 - It Happened at the World's Fair
- 1963 - Fun in Acapulco
- 1964 - Kissin' Cousins
- 1964 - Roustabout
- 1965 - Girl Happy
- 1965 - Elvis for Everyone!
- 1965 - Harum Scarum
- 1966 - Frankie and Johnny
- 1966 - Paradise, Hawaiian Style
- 1966 - Spinout
- 1967 - How Great Thou Art
- 1967 - Double Trouble
- 1967 - Clambake
- 1968 - Speedway
- 1968 - Elvis
- 1969 - From Elvis in Memphis
- 1969 - From Memphis to Vegas/From Vegas to Memphis
- 1970 - That's the Way It Is
- 1971 - Elvis Country (I'm 10,000 Years Old)
- 1971 - Love Letters from Elvis
- 1971 - Elvis Sings the Wonderful World of Christmas
- 1972 - Elvis Now
- 1972 - He Touched Me
- 1973 - Elvis (The Fool Album)
- 1973 - Raised on Rock/For Ol' Times Sake
- 1974 - Good Times
- 1975 - Promised Land
- 1975 - Today
- 1976 - From Elvis Presley Boulevard, Memphis, Tennessee
- 1977 - Moody Blue

## I collaboratori

### I collaboratori del cantante negli anni cinquanta
Il cantante nel corso degli anni cinquanta, oltre che della collaborazione di quelli che possono essere considerati i membri "storici" della sua band, e dei suoi coristi ufficiali, si avvalse del contributo di una notevole schiera di musicisti, fra i quali si possono ricordare i pianisti Marvin Hughes, Frederick Earl "Shorty" Long, Floyd Cramer, Dudley Brooks, i chitarristi Vito Mumolo, Chet Atkins, Luther "Red" Roundtree, Tiny Timbrell, i trombettisti Teddy Buckner e Warren Smith, il sassofonista Justin Gordon, i batteristi Johnny Bernero e Richard Connell, il clarinettista Mahlon Klark, il polistrumentista Ray Siegel, i coristi gospel Ben Speer e Brook Speer, il Ken Darby Trio (Rad Robinson, Jon Dodson e Charles Prescott), il bassista Myer Rubin, i trombonisti Elmer Schneider e Warren Smith, gli armonicisti Dominic Frontiere e Carl Fortina. Questi artisti collaborarono con il cantante sia durante la lavorazione dei brani dai quali furono tratti i singoli e gli album pubblicati nel corso del decennio, sia durante la lavorazione delle colonne sonore delle pellicole alle quali egli partecipò nello stesso periodo.

### I collaboratori del cantante negli anni sessanta
Negli anni sessanta Elvis, oltre che del supporto dei suoi collaboratori abituali, si avvalse della collaborazione di musicisti fra i quali si possono ricordare i pianisti Floyd Cramer e Aurhus Robbins, i chitarristi Hank Garland, Grady Martin, Harold Dradley, Ray Edenton, Pete Drake (specialista della steel guitar) e Charlie Hodge (quest'ultimo membro anche della Memphis Mafia), i sassofonisti Justin Gordon e Boots Randoph, il bassista Bob Moore, il percussionista Buddy Harman, i coristi appartenenti al gruppo vocale Anita Kerr Singers, la corista Millie Kirkham e il violinista Tommy Jackson. Questi musicisti collaborarono con il cantante sia durante la lavorazione dei brani dai quali furono tratti i singoli e gli album pubblicati nel corso del decennio, sia durante la lavorazione delle colonne sonore delle pellicole alle quali egli partecipò nello stesso periodo.

### I collaboratori del cantante negli anni settanta
Il cantante nel corso dello svolgimento degli anni settanta, si avvalse del fondamentale contributo di un notevole numero di musicisti, fra i quali si possono ricordare i pianisti Glen D. Hardin e Tony Brown, i chitarristi James Burton, John Wilkinson, Charlie Hodge (quest'ultimo, membro della "Memphis mafia", svolse spesso anche la funzione di corista), Chip Young, Bill Sandford, il percussionista Farrell Morris, il polistrumentista Dennis Lind, le coriste gospel Wendellyn Suits, Dolores Edgin e Hurshel Wiginton, i bassisti Jerry Sheff e Norbert Putnam, il batterista Ronnie Tutt, i tastieristi David Briggs, Bobby Emmons e Shane Keister. Questi musicisti, che già da tempo si erano costruiti un'ottima reputazione nell'ambito musicale dell'epoca, collaborarono con il cantante sia durante la lavorazione dei brani dai quali furono tratti i singoli e gli album pubblicati nel corso del decennio, sia durante lo svolgimento delle esibizioni dal vivo.

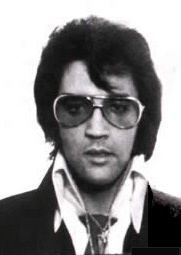
Elvis nel 1970

Durante tutto lo svolgersi di quel lungo periodo, il cantante si avvalse poi della fondamentale collaborazione di Cissy Houston, nota ai più per il fatto di essere la madre della celebre Whitney Houston, popolarissima negli anni ottanta e deceduta l'11 febbraio 2012. Qualche anno prima, nel 1963, Cissy Houston aveva fondato un gruppo vocale tutto al femminile, battezzato con il nome di The Sweet Inspirations (Le Dolci Ispirazioni), delle quali in quell'epoca aveva fatto parte anche Dionne Warwick, e che aveva in precedenza già collaborato con artisti quali Aretha Franklin, Wilson Pickett, Lou Rawls, Otis Redding, The Drifters, Dusty Springfield, Jimi Hendrix e Van Morrison.
Il cantante si avvalse inoltre in un primo tempo della collaborazione di un quartetto vocale denominato The Imperial Quartet, e successivamente, a partire dal 1971, della collaborazione di un altro analogo quartetto, quello denominato The Stamps, capitanato da J. D. Sumner. Tale gruppo, sia pure con alcuni cambi di formazione, continuò a collaborare con il cantante sino al suo decesso, fungendo da supporto vocale nel corso delle sue esibizioni per tutto il corso degli anni settanta. Merita poi una menzione particolare anche Kathy Westmoreland, una corista, la cui carriera artistica era iniziata circa dieci anni prima e che aveva già collaborato in passato con artisti quali Bobby Darin e Ray Conniff. Nell'agosto del 1970 venne scritturata come voce soprano nell'organico dei cori che accompagnavano le interpretazioni del cantante, sia dal vivo sia in studio, e anche lei continuò a collaborare con lui sino alla morte.

## La Memphis Mafia
Alcune delle persone più vicine a Elvis appartenevano a quella controversa cerchia soprannominata "Memphis Mafia", i cui membri erano definiti affettuosamente "The Guys" (I ragazzi) dal cantante, e che cercavano di esaudire ogni suo desiderio; in alcune occasioni, Elvis affittava al completo un enorme locale, un grande teatro o un intero Luna park, per poterci poi trascorrere una serata esclusiva.
Sebbene ritenuta responsabile di aver difeso il cantante da una qualsiasi influenza che essa reputasse indesiderabile (un suo membro, Marty Lacker, dichiarerà, in difesa della stessa, «Presley era l'artefice del suo destino, era lui il capo [...] Se non fossimo stati in giro, sarebbe morto molto tempo prima».), la Memphis Mafia venne altresì accusata di aver impedito all'artista di intrattenere rapporti sani e costruttivi con il mondo esterno.

## Le accuse di razzismo

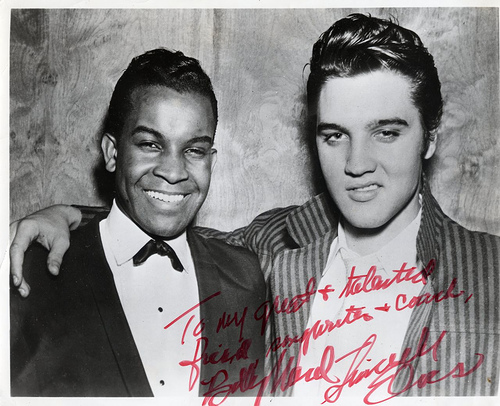
Billy Ward, cantante R&B e leader dei "Billy Ward and his Dominoes" con Elvis in un'istantanea scattata nel 1955

Quando Dewey Phillips mandò in onda per la prima volta That's All Right, Mama su Radio Memphis, molti ascoltatori telefonarono alla radio per avere informazioni sul cantante, dando per scontato che fosse nero. Degno di nota il fatto che sin dagli albori della sua carriera, il cantante espresse sempre rispetto per gli afro-americani e disprezzo per le norme tipiche della segregazione razziale.
Intervistato nel 1956 sulle circostanze nelle quali era nato il suo interesse per il mondo musicale, ricordò come nella sua infanzia avesse ascoltato con interesse la musica proposta dal bluesman Arthur Crudup (autore di That's All Right (Mama)), e come essa lo avesse ispirato a intraprendere la successiva carriera musicale. Il The Memphis World, un giornale afroamericano, riferì come il cantante, "il fenomeno Rock 'n' Roll, avesse infranto le leggi della segregazione razziale a Memphis, frequentando il parco divertimenti locale che era solitamente frequentato dalla gente nera". Tali dichiarazioni portarono il cantante a essere generalmente ben accolto nella comunità nera durante gli albori della sua celebrità.
Viceversa, molti adulti bianchi lo considerarono alla stregua di un depravato, a causa delle movenze delle sue esibizioni, ritenute oscene, che egli proprio dalla gente nera aveva mutuato. Nonostante il parere ampiamente positivo che la gente nera aveva del cantante, intorno alla metà del 1957 si diffuse la voce che egli, intervistato da un giornalista, si fosse a un certo punto così espresso: «L'unica cosa che i negri possono fare per me, è comprare i miei dischi e lustrarmi le scarpe».
Un giornalista del settimanale americano Jet, Louie Robinson, cercò di indagare sulla veridicità della notizia. Sul set del film Il delinquente del rock and roll, luogo dove il cantante gli concesse un'intervista, Elvis negò categoricamente di avere mai detto una frase del genere e affermò di non essere in alcun modo un razzista. Durante lo svolgimento della sua indagine, il giornalista non raccolse alcuna prova del fatto che la frase fosse stata mai effettivamente pronunciata.
La tesi secondo la quale il cantante si fosse pesantemente ispirato alla musica della gente nera per edulcorarla e renderla più appetibile alle orecchie dei bianchi per ricavarne profitto, trova numerosi proseliti. In particolare il musicista afroamericano Jackie Wilson si è preoccupato di smentire questa teoria, affermando: «Un sacco di persone ha accusato Elvis di rubare la musica dei neri, quando in realtà, quasi ogni artista solista nero ha copiato i suoi modi di fare!». Nella sua carriera, Elvis non disconobbe mai l'enorme debito di carattere musicale che aveva contratto nei confronti dei musicisti neri.

## Le persecuzioni attuate dalle associazioni religiose
L'artista veniva giudicato scandaloso e osceno per l'aggressività della sua musica e le movenze sensuali che faceva sul palco. Vennero attuate manifestazioni denigratorie contro di lui, improvvisati predicatori si produssero in sermoni "anti-Elvis", diverse associazioni di orientamento cristiano lo definirono un pericolosissimo veicolo di perdizione per la gioventù dell'epoca e i suoi dischi distrutti perché definiti contenitori di musica "demoniaca". Interpellato a proposito delle accanite persecuzioni di cui veniva fatto oggetto dalle suddette associazioni, il cantante all'epoca così si espresse: «Io non penso di essere male per la gente. Se avessi pensato di essere un male per la gente, sarei tornato alla guida di un camion...».

## Filmografia

### Attore
- Fratelli rivali (Love Me Tender), regia di Robert D. Webb (1956)
- Amami teneramente (Loving You), regia di Hal Kanter (1957)
- Il delinquente del rock and roll  (Jailhouse Rock), regia di Richard Thorpe (1957)
- La via del male (King Creole), regia di Michael Curtiz (1958)
- Cafè Europa (G.I. Blues), regia di Norman Taurog (1960)
- Stella di fuoco (Flaming Star), regia di Don Siegel (1960)
- Paese selvaggio (Wild in the Country), regia di Philip Dunne (1961)
- Blue Hawaii, regia di Norman Taurog (1961)
- Lo sceriffo scalzo (Follow That Dream), regia di Gordon Douglas (1962)
- Pugno proibito (Kid Galahad), regia di Phil Karlson (1962)
- Cento ragazze e un marinaio (Girls! Girls! Girls!), regia di Norman Taurog (1962)
- Bionde, rosse, brune... (It Happened at the World's Fair), regia di Norman Taurog (1963)
- L'idolo di Acapulco (Fun in Acapulco), regia di Richard Thorpe (1963)
- Il monte di Venere (Kissin' Cousins), regia di Gene Nelson (1964)
- Viva Las Vegas, regia di George Sidney (1964)
- Il cantante del luna park (Roustabout), regia di John Rich (1964)
- Pazzo per le donne (Girl Happy), regia di Boris Sagal (1965)
- Per un pugno di donne (Tickle Me), regia di Norman Taurog (1965)
- Avventura in Oriente (Harum Scarum o Harem Holiday), regia di Gene Nelson (1965)
- Frankie e Johnny (Frankie and Johnny), regia di Frederick de Cordova (1966)
- Paradiso hawaiano (Paradise, Hawaiian Style), regia di Michael D. Moore (1966)
- Voglio sposarle tutte (Spinout), regia di Norman Taurog (1966)
- 3 "fusti", 2 "bambole" e... 1 "tesoro" (Easy Come, Easy Go), regia di John Rich (1967)
- Fermi tutti, cominciamo daccapo! (Double Trouble), regia di Norman Taurog (1967)
- Miliardario... ma bagnino (Clambake), regia di Arthur H. Nadel (1967)
- Stay Away, Joe, regia di Peter Tewksbury (1968)
- A tutto gas (Speedway), regia di Norman Taurog (1968)
- Live a Little, Love a Little, regia di Norman Taurog (1968)
- Un uomo chiamato Charro (Charro), regia di Charles Marquis Warren (1969)
- Guai con le ragazze (The Trouble with Girls), regia di Peter Tewksbury (1969)
- Change of Habit, regia di William A. Graham (1969)

## Film e documentari su Elvis Presley
- Elvis, il re del rock
- This Is Elvis
- Elvis Meets Nixon
- Elvis & Nixon
- Elvis

### Documentari di Elvis Presley
- Elvis Presley Show
- Elvis on Tour
- Aloha from Hawaii
- Elvis in Concert
- This Is Elvis
- Elvis Presley: The Searcher

### Telefilm su Elvis Presley
- Elvis - miniserie televisiva

## Doppiatori italiani
- Pino Locchi in Amami teneramente, Cento ragazze e un marinaio, Il cantante del luna park, Viva Las Vegas, Bionde, rosse, brune..., Pazzo per le donne, Il delinquente del rock'n roll, L'idolo di Acapulco, Paradiso hawaiano, Stella di fuoco, Tre fusti, due bambole e un tesoro, Blue Hawaii, La via del male, Voglio sposarle tutte, Avventura in Oriente, Il monte di Venere, Fermi tutti, cominciamo daccapo!, Miliardario... ma bagnino, A tutto gas, Café Europa
- Massimo Turci in Paese selvaggio, Lo sceriffo scalzo, Per un pugno di donne, Frankie e Johnny, Pugno proibito
- Gianfranco Bellini[141] in Fratelli rivali
- Rino Bolognesi in Un uomo chiamato Charro
- Eugenio Marinelli in Guai con le ragazze

## Nella cultura di massa

### Nel cinema
- Nel corso del 1958 Elvis, in una sequenza del film intitolato La via del male (King Creole), interpretò l'unico brano in stile "a cappella" che abbia cantato nel corso della sua carriera e di cui permanga una traccia fonografica. In seguito il brano venne riarrangiato integrandolo mediante l'apporto dei cori eseguiti dai Jordanaires, ma non furono comunque aggiunti accompagnamenti di natura strumentale, e venne incluso nell'album tratto dalla colonna sonora del film stesso. Si intitolava Steadfast, Loyal, and True e si trattava di un "inno scolastico".[56]
- La frase che i vari presentatori pronunciavano con enfasi allo scopo di annunciare la fine delle esibizioni del cantante, "Elvis has left the building!" ("Elvis ha lasciato il palazzo!"), è stata utilizzata per intitolare in lingua originale una pellicola girata negli Stati Uniti nel corso del 2004, e che è stata successivamente commercializzata in Italia con il titolo Se ti investo mi sposi?.[142]
- In una scena del film Forrest Gump un giovane Elvis, osservando casualmente gli strani e insoliti passi di ballo in cui, a causa della sua menomazione, si produce involontariamente il piccolo Forrest, ne rimane in un primo tempo incuriosito e successivamente ne trae ispirazione per i passi di danza che adotta muovendosi scatenato durante le sue esibizioni in televisione, al "Milton Berle Show", negli anni cinquanta, mentre interpreta il brano Hound Dog.
- Il suo incontro con il Presidente degli Stati Uniti d'America Richard Nixon, avvenuto il 21 dicembre 1970, viene raccontato nel film del 2016 Elvis & Nixon. Nel film Presley è interpretato da Michael Shannon.

### Nella musica
- La sua presenza scenica e le movenze con cui accompagnava le sue esibizioni hanno esercitato notevole influenza sulla cultura statunitense e internazionale. In Italia fu fonte di ispirazione per cantanti quali Adriano Celentano, Little Tony e Bobby Solo, in Francia per Johnny Hallyday e in Inghilterra per Billy Fury. La sua figura, nell'immaginario collettivo, ha oltrepassato il confine che divide un fenomeno prettamente musicale da uno tipico della cultura pop, assurgendone a icona. Dopo la morte, il fenomeno si è ulteriormente intensificato, rendendo Presley un oggetto di culto per molti fan.[143]
- Nel corso del 1966 Elvis interpretò un brano scritto da Bob Dylan, che in seguito divenne un classico di quest'ultimo, Tomorrow Is a Long Time: tale pezzo venne successivamente incluso come "bonus song", nella colonna sonora del film interpretato dal cantante, dal titolo Spinout, e Dylan stesso in seguito dimostrò di apprezzare l'interpretazione del suo brano fornita da quest'ultimo.
- Nel 1963 Elvis registrò il solo e unico brano in lingua italiana, dal titolo Santa Lucia, del quale esiste anche una traccia fonografica, pubblicato per la prima volta nel 33 giri del 1965 Elvis for Everyone!.
- Nel testo della canzone Calling Elvis dei Dire Straits vi sono parecchi riferimenti alla figura di Elvis: il protagonista del brano contatta l'Heartbreak Hotel, l'albergo nel quale pensa che ci sia ancora Elvis, e gli lascia persino i suoi auguri.
- Nel 1995, sessantesimo compleanno di Presley, Luciano Ligabue pubblica un album dedicato a lui, intitolato Buon compleanno Elvis e che durante il tour interpretava con lo stesso completo di Elvis.
- Nel corso del 2008, nell'annuale classifica stilata basandosi sui download dei singoli più scaricati da iTunes, comparve tra i primi posti della stessa uno dei primi brani incisi da Elvis nei primi anni cinquanta, Baby Let's Play House.[144]
- La canzone Ignudi fra i nudisti, interpretata da Elio e le Storie Tese, è sostanzialmente una versione scritta in "reverse" del successo discografico di Elvis Presley Suspicious Minds.
- Nel 2008 il record di "Artista rimasto più settimane alla #1 della Hot 100", sino a quel momento detenuto da Elvis, è stato battuto da Mariah Carey, che lo ha superato anche per il numero di singoli piazzati alla numero 1 della stessa classifica (18 per Maria Carey, contro i 17 per Elvis).[145]

### Leggende metropolitane sul decesso
Dopo la sua scomparsa si diffusero fantasiose illazioni che ne mettevano in dubbio la morte per una presunta messa in scena allo scopo di consentirgli una fuga definitiva dall'esistenza troppo logorante.
Successivamente sono stati segnalati avvistamenti del cantante un po' ovunque nel mondo. Esiste un discreto numero di associazioni, in modo particolare statunitensi, in sostegno di queste leggende. Tra le ipotesi più inverosimili quella di una possibile origine aliena del cantante citata nelle scene finali del film Men in Black.
Altre ipotesi sarebbero un presunto inserimento nel programma "protezione dei testimoni" da parte dell'FBI e quella che gli attribuisce un coinvolgimento nel complotto che nel corso degli anni sessanta ebbe come conseguenza l'omicidio del presidente John Fitzgerald Kennedy.

### Altro
- Bill Clinton, l'ex presidente degli Stati Uniti, ha in svariate occasioni ribadito di essere un grande fan di Elvis e di avere all'epoca presenziato ai suoi funerali.
- La particolare acconciatura di Elvis, composta da un vistoso ciuffo impomatato, venne adottata da una miriade di fan e cosiddetti "impersonatori", talvolta assurgendo a simbolo della cultura giovanile degli anni cinquanta.[153]
- A partire dal 2004 la casa produttrice di giocattoli McFarlane Toys ha immesso sul mercato diverse action figure che raffigurano Elvis durante le diverse fasi della sua carriera artistica.
- Nell'agosto del 2008 la Mattel ha lanciato sul mercato americano una coppia di bambole ispirate sia nelle fattezze sia negli abiti all'aspetto assunto da Elvis e alla moglie Priscilla durante il giorno nel quale celebrarono il loro matrimonio.[154]
- Nel 5º libro della pentalogia di Douglas Adams, Praticamente Innocuo, Elvis si esibisce in un locale chiamato "Il dominio del Re" situato in un pianeta extraterrestre e quando uno dei protagonisti, Ford Prefect, gli chiede se era stato davvero rapito dagli alieni, lui afferma di averli seguiti di sua spontanea volontà.
- Nel Ciclo di Sookie Stackhouse Elvis compare come Bubba, vampirizzato da un fan che lavorava all'obitorio di Memphis.
- Nell'allora World Wrestling Federation il wrestler Wayne Farris si ispirò proprio alla tipica immagine dell'"Elvis anni settanta", per creare "The Honky Tonk Man", la "gimmick" che lo rese celebre.
- Nel corso degli anni settanta la casa produttrice di pneumatici Pirelli, allo scopo di pubblicizzare uno pneumatico definito "Cinturato" sul mercato americano, fece pubblicare dei manifesti pubblicitari dove associò l'immagine di Elvis e quella del tipo di pneumatico da lei prodotto alla frase seguente: "Only Elvis has as many fans" ("Solo Elvis ha altrettanti fan").[155]
- Nei videogiochi Grand Theft Auto 3 e Grand Theft Auto: Vice City è possibile trovare nelle rispettive città delle prime pagine di giornale in cui si afferma di aver individuato Elvis nella forma di non-morto.
- A ottobre 2023 è stato temporaneamente aperto il Direct from Graceland, un museo retrospettivo all'Arches London Bridge (Londra) – all'esibizione sono presenti artefatti che appartenevano a Elvis e che non sono mai stati mostrati prima[156].
- Nel maggio del 2025 verrà tenuto l'Elvis Evolution, un concerto musicale dove Elvis sarà "interpretato" da un ologramma di se stesso che si esibirà in nuove canzoni mai pubblicate prima.[157][158]

## Riconoscimenti

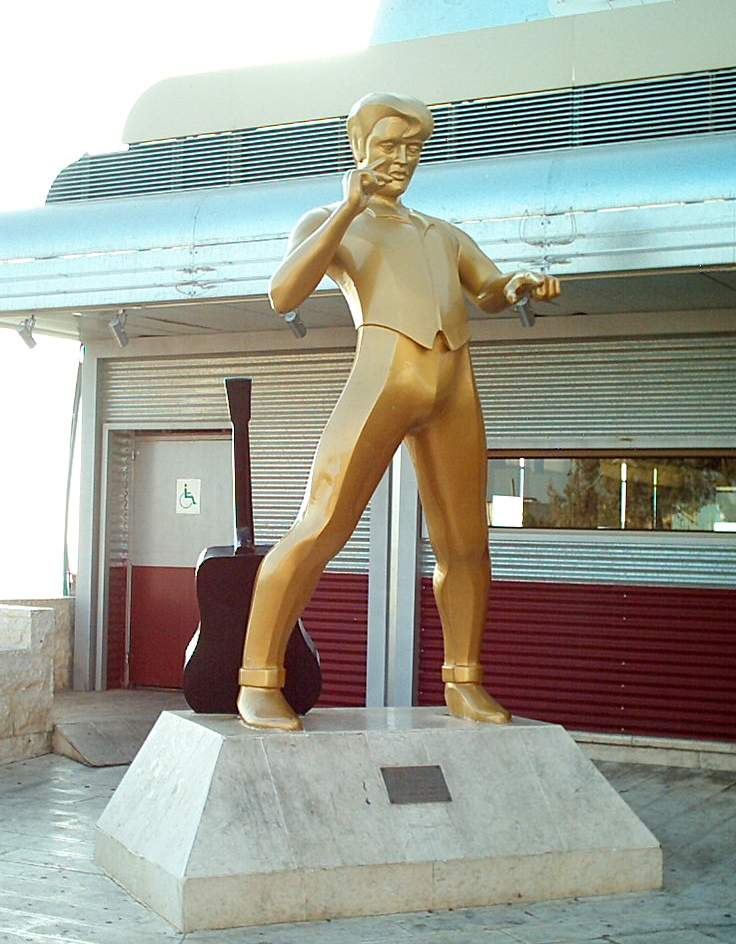
Una singolare statua del cantante, situata nei pressi di un ristorante

Elvis risulta uno dei più premiati artisti nella storia, tra i numerosi riconoscimenti vi sono:
- È stato il primo artista a essere inserito in quattro Hall of Fame: musica rock, musica gospel, musica country e musica rockabilly.
- Nel corso della sua carriera artistica il cantante ha ricevuto complessivamente 149 dischi d'oro, di platino e multiplatino.[160]
- Graceland è stata dichiarata dal governo degli Stati Uniti monumento nazionale ed è la seconda casa più visitata d'America dopo la Casa Bianca.[161]
- Nel corso della sua carriera, il cantante ha vinto tre Grammy Award.[162]
- Detiene il record di presenze contemporanee in classifica, con 12 brani. Il precedente record, di 11 brani, era sempre suo.[160]
- Nel corso degli anni settanta, durante lo svolgimento dei suoi spettacoli, riuscì a raggiungere il "tutto esaurito" per più di 380 esibizioni consecutive.[163]
- Il concerto denominato Aloha from Hawaii, prima esibizione nella storia della televisione a essere trasmessa via satellite, fu visto contemporaneamente da più di un miliardo e mezzo di persone, più di quante abbiano assistito alla telecronaca dello sbarco sulla Luna.[87]
- Il primo ingresso del cantante nelle classifiche internazionali risale al 1956, in concomitanza con la pubblicazione del singolo Heartbreak Hotel. L'ultimo ingresso nelle classifiche risale invece al 2003, con la pubblicazione del singolo contenente la versione remixata di Rubberneckin. Grazie a ciò il cantante è diventato così l'artista che è entrato nelle classifiche per un lasso di tempo maggiore.[160]
- A partire dall'avvio della sua carriera artistica il cantante ha venduto oltre un miliardo di dischi in tutto il mondo.[13][164][165]
- Il singolo che conteneva il brano Love Me Tender, incluso nella colonna sonora della prima pellicola interpretata dal cantante, divenne disco d'oro ancora prima di essere ufficialmente immesso sul mercato discografico, grazie all'elevato numero di prenotazioni che raggiunse.[160]
- Il disco contenente la colonna sonora del film Cafè Europa rimase in classifica per 111 settimane consecutive, quasi due anni.[160]
- Il cantante detiene poi il record riguardante il maggior numero di settimane di permanenza al primo posto in classifica in America, cioè 79.[senza fonte]
- Nell'arco di tempo compreso tra il 1956 e il 2003 sono apparsi nella classifica Hot 100 di Billboard 151 singoli contenenti brani incisi dal cantante.[160]
- Egli è anche il cantante al quale appartiene il primato del maggior numero di incisioni certificate dall'organizzazione denominata Recording Industry Association of America (RIAA), con 262 titoli in totale, tra album e singoli, ulteriormente suddivisibili in 148 "dischi d'oro", 82 "dischi di platino" e 32 "dischi di multiplatino".[senza fonte]
- Detiene anche il record riguardante l'arco di tempo più lungo intercorrente tra la pubblicazione di due singoli dello stesso artista che abbiano raggiunto la cima della classifica. Nel corso dell'anno 1957 raggiunse la prima posizione nella classifica inglese il singolo intitolato All Shook Up, e oltre trent'anni dopo, nel corso del 2005, la raggiunse la riedizione del singolo contenente il brano It's Now Or Never.
- È il terzo musicista a ricevere in maniera postuma la Presidential Medal of Freedom. La premiazione è avvenuta presso la Casa Bianca il 16 novembre 2018; a ritirare l'onorificenza dalle mani del presidente Donald Trump, Jack Soden, amministratore delegato EPE (Elvis Presley Entertainment).
- Nel 1999 gli è stato dedicato l'asteroide 17059 Elvis.

## Successi al primo posto negli Stati Uniti
Elvis ha avuto 18 successi al numero 1 negli Stati Uniti (secondo la classifica ufficiale Billboard Hot 100)
(NB: tra parentesi è indicato il numero di settimane in vetta)
1956
- Heartbreak Hotel (Elvis Presley) (8)
- I Want You, I Need You, I Love You (1)
- Hound Dog/Don't Be Cruel (11)
- Love Me Tender (5)

1957
- Too Much (3)
- All Shook Up" (8)
- (Let Me Be Your) Teddy Bear (7)
- Jailhouse Rock (7)

1958
- Don't'' (5)
- Hard Headed Woman (2)

1959
- "A Big Hunk o' Love (2)

1960
- Stuck on You (4)
- It's Now or Never (5)
- Are you lonesome tonight? (6)

1961
- Surrender (2)

1962
- Good Luck Charm (2)

1969
- Suspicious Minds (1)